# キノの旅
『キノの旅 -the Beautiful World-』（キノのたび ザ・ビューティフル・ワールド）は、時雨沢恵一による日本のライトノベルおよびそれを原作としたメディアミックス作品。イラストは黒星紅白が担当している。電撃文庫（メディアワークス→アスキー・メディアワークス→KADOKAWA）より2000年7月から刊行されている。連作短編の形式がとられている。

## 概要
第6回電撃小説大賞に応募され、最終選考に残る。電撃小説大賞は長編と短編を一括募集する賞だが、本作は応募時点で連作短編の形を取っていた。受賞からは漏れたものの編集部内での評価は高く、このまま世に出さないのは勿体ないと判断され、2000年3月に『電撃hp』Vol.6に全編が掲載される。その後、アンケートで上位となったことで文庫化に至った。当時電撃文庫編集長だった鈴木一智は、これまで受賞から漏れた作品を世に出すことは厳しい風潮があったが、本作の登場により受賞作以外からでも人気作家を発掘できることが分かったと述べている。
2001年12月にはラジオドラマ化、2003年4月から7月までテレビアニメ第1作が放送され、後にDVD化。2005年、2007年には映画化もされた。2017年10月から12月にかけてはテレビアニメ第2作が放送された。本編には書かれていない別ストーリーを書いた絵本（ビジュアルノベル）も存在する。また、2003年からゲーム（PlayStation 2）も発売されており、2009年には電撃文庫のキャラクターが多数登場するニンテンドーDS用ゲーム『電撃学園RPG Cross of Venus』にも参加している。また、新作テレビアニメ化が、2017年3月12日に「ゲームの電撃 感謝祭2017＆電撃文庫 春の祭典2017＆電撃コミック祭2017」で発表された。2022年には舞台化された。
2006年7月、時雨沢恵一自身によるパロディ本『学園キノ』が発売された（詳細は後述）。
角川つばさ文庫から、『キノの旅』に新たに短編の書きおろしを収録した『角川つばさ文庫版 キノの旅』が2011年7月より刊行。児童が読みやすいように配慮されており、1巻巻末にはキノとエルメスが対話している新規のあとがきが収録された。
また、17巻の発売に合わせて、既刊1 - 16巻は新装版になった。イラストは画集などに収録されていない既存の絵である。
2017年10月時点でシリーズ累計部数は820万部を突破している。
20周年となる2020年の12月には、黒星紅白がカバーイラストを描き下ろし、ファン投票の上位エピソードを中心に時雨沢恵一自ら並び順を決定してあとがきを書き下ろしたベストエピソード集が全3巻同時発売された。

## 内容
旅人のキノが相棒でモトラド（モトラート・ドイツ語で二輪車の意味）のエルメスと旅をしながら、様々な国を巡るという短編、1話完結型のファンタジーである。キノとエルメス以外にも、「師匠と相棒」「シズと陸」「フォトとソウ」が主人公となる話があり、他にもこの4者以外が主人公の話も稀にある（具体的なことは#各話一覧や下記参照）。基本的にはキノら旅人が、毎話、独特の制度や技術、価値観を持つ国家や国民と関わるというストーリーで、そこに寓話の要素を持つ。本作はライトノベルにおける「寓話的異世界物語のさきがけ」という評価もある。
作者は、松本零士の『銀河鉄道999』がこの作品の根源にあると語っている。また、時雨沢曰く、「読者層は小学生から高校生辺りが主であるため、難しい表現はなるべく避けている」という。
キノの話
本編。キノとエルメスが旅をする話。一部にキノが師匠の下で修行していた時代の話が含まれる。
師匠と相棒の話
若い頃の師匠が旅をしていた時の話で、途中より相棒が加わる（6巻「長のいる国」）。時系列的にはキノの話よりかなり過去にあたり、一部はキノの回想や話に重ねる展開をする。
初出は2巻口絵「狙撃兵の話」。
シズと陸の話
移住できる国を探すシズと陸の話。8巻「船の国」にてティーが加わる。シズが初登場する1巻「コロシアム」から後の話で、主に陸視点で書かれている。キノの話とほぼ同じ時系列に位置し、しばしばキノが登場する。1巻「コロシアム」の話の直前の話として6巻「祝福のつもり」がある。
初出は2巻の終わり「続・絵の話」。
フォトとソウの話
12巻「雲の前で」に登場する少女が、相棒のソウと共に移住先の国で写真屋を始めフォトと名乗り始めた以後の話。移住先の広い国の中の様々な場所で出遭った出来事が展開される。
その他の話
キノが旅先で出会った人の過去など。
本作はあとがきに趣向を凝らしており、「本編の話のパロディ的な構成」「本文中で突然、短編の一つのような形で書かれている」「真っ赤な嘘のあらすじ（後にこれが『学園キノ』として書籍化）「おしながき」などがある。また、作者自身があとがきを本編の前に読むため、基本的にあとがき内でのネタバレはしない。

## 世界設定
物語の世界は、様々な都市国家が散在する架空の世界である。国はそれぞれまったく異なった文化や文明を持っており、社会体制や技術レベル、国民の価値観など千差万別である。例えば原始的な国家もあれば、近未来的な技術を保有する国家も存在する。国の大きさも様々であるが、原則として城壁に囲まれていることは共通であり、城壁には堅牢であったり、形だけの境界線または本来あるべき城壁が無いことで、その国の性質が表されていることもある。また国同士の交友関係も様々であり、友好な国同士もあれば戦争中の国同士もあり、あるいは存在が他国に知られていないという国もある。すでに滅亡し、残骸しか無い国や、比較的新しい国も存在する。また、作中に国名や地名が登場することも少なく、原則としてタイトルの「○○の国」という、その国の性質を表したものしかない。
一方で国の外は盗賊や獣などがいる無法地帯である。旅人や商人など、国の外を行き来する者は大抵何らかの武装をしていることが多く、しばしば話の主題となる。また、球体の惑星上であることが作中で示されているが、「天体としての世界」をさす固有名詞はなく「この惑星」などと呼ばれている。
人間以外のものが喋ったり、人間並に思考したりすることがあり、エルメスは空を飛ばない二輪車のモトラド、陸は犬でありながら話すことができる。ただし、一部そのような存在がいるということであって、全てのモトラドや犬が喋れるというわけではない。しかしながら、そのような存在に初めて直面した場合でも、簡単に受け入れられる。それらの具体的な理由や設定については特に明かされておらず、エルメスが喋る理由は「おしゃべりだから」だということになっている。

## 登場人物
※担当声優はテレビアニメ版第1作 / 多数決ドラマ版およびテレビアニメ版第2作のキャスト。それ以外は別途記載。特別記載がなければテレビアニメ版（第1作目）のキャスト。なお、主人公のキノ役を担当している前田愛は声優の前田愛ではなく、女優の前田愛である。

### 主要登場人物

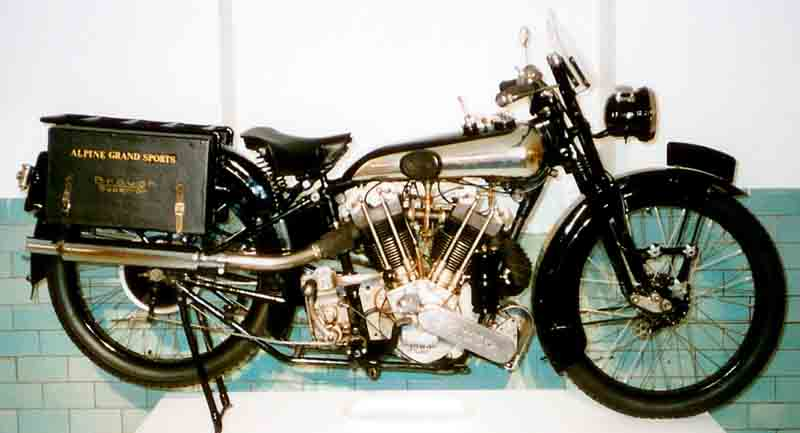
ブラフ・シューペリア SS100

キノ
声 - 前田愛 / 悠木碧 / 久川綾（ラジオドラマ・電撃FC）
本作の主人公。エルメスと行動を共にする旅人だが、旅の目的は特に無い。年齢は10代半ばである。
黒い短髪に大きな瞳の整った顔つきをしており、一見すると少年にも見える少女である。一人称は「ボク」。華奢な体格ながら運動神経は抜群で特にパースエイダーの才能に優れている。特別な場合を除き、1つの国には最大3日間滞在というルールで各地を旅している。
基本的に白いシャツの上に黒のジャケット、さらにその上に初代キノの茶色いコートを羽織っているが、旅先の気候に合わせて臨機応変に変える。しかし、動きにくい服装は避けている。銃器は師匠のもとから勝手に持ち出した大口径のリボルバーと「優しい国」にてパースエイダースミスと名乗る老人より譲り受けた小口径の自動式拳銃、「英雄達の国」にてもらったライフルの三丁がある（名前はそれぞれ、カノン、森の人、フルート）。また銃の仕組まれたナイフなどを全身に隠している。
銃撃の腕前以外にもナイフ術など、戦闘・サバイバル技術は非常に高く、常に状況を俯瞰し、頭の回転も早い。多人数の大人の男を相手したり、多少不利な状況でも難なく制してしまう。また、旅人の心得として現実主義的な価値観を持ち、生きるために必要ならば手段を選ばないこともある。自分から厄介ごとに関わることは避けており、仕事に見合うだけの報酬や見返りがなければ動かないが、約束を守る義理堅さもある。訪れた国の内情に深入りすることも避けており、自らの生き方を否定されても反論しない。しかし「食事」と「タダ」に弱く、特に美味しい食事のためなら、多少ルールを曲げても厄介ごとに関わることがある。一方で依頼で殺すはずだったサラをさり気無く助けたり、さくらを救えなかったことに落ち込むなど不器用な優しさと少女故の脆さも持っている。また、自分の命を助けてくれた男性のキノがある国で貶められていた際には、何のメリットもないにも関わらず、その原因となったジャーナリストに報復している（「ジャーナリストの国」）。
生まれは大人の国（12歳になると大人になる手術を受けるしきたりがある）である。宿屋を経営する両親と暮らし、髪を伸ばした女の子らしい格好をしており、一人称も「私」である。この時は本名で名乗っていたが、それは不明である。手術が行われる3日前に旅人のキノ（男性。以下「初代キノ」と表記）と出会う。彼と接したことによって手術にわずかな疑問を持ったため、国のルールとして親に殺されそうになった。しかし初代キノが自らの命を犠牲に庇い、彼が修理したエルメスに乗って国を飛び出した。そこでキノ（初代キノが由来である）と名乗り始める（1巻「大人の国」）。その後、とりあえずどこかの国へ行こうとして迷った森に住んでいた師匠と出会い、彼女から銃器や旅の心得を学ぶ。そして十分なスキルを得た後、エルメスと共に旅に出る（2巻「砂漠の真ん中にて」）。
名前の由来は「映画（もしくは映画館）」を意味するドイツ語の「Kinematograph」（Kinoと略される）から。本来別の作品に使われる予定だった。師匠にプレゼントされた旅用の男物の服装と、正当防衛で倒した相手の血で汚れた長い髪を切って今のスタイルを確立した(「とっておきの話」)。
『このライトノベルがすごい!』女性キャラクター部門では2006年版から5年連続でトップ10入りを果たしている。
言語学者の泉子・K・メイナードは「ボク」という一人称にすることで性差を意識させないような中性的なキャラクターとなっていると述べている。
エルメス

声 - 相ヶ瀬龍史 / 斉藤壮馬 / 野田順子（ラジオドラマ）
キノの相棒。
キノの乗物兼話し相手であるモトラド（二輪車）。言葉を話せるが、それ以外は普通の二輪車で自律走行することはできない。少年のような声で喋り、性格は軽妙で人懐っこい。その反面でシリアスな場面でも冗談を言うため、キノから怒られることもある。
機械として科学知識が豊富で計算速度が速く、また視力など人のそれを凌駕した能力を持つ。一方でモトラド故の独特な哲学を持っており、人の死にも動じることがないドライな性格でもある。また、知識が豊富な反面、よく変な間違い方をした慣用句や諺を使い、キノにツッコミを入れられている。もっともキノがツッコミを入れないと不思議がるなど、わざと間違えている。
元は「大人の国」のスクラップで、初代キノに修理された。その後、現在のキノの国外脱出を手伝い、そのまま相棒となった。エルメスという名は、初代キノの昔の友人が由来であり、脱出後にキノに名付けられた。
モデルはブラフ・シューペリア SS100。旧アニメ版では実際のエンジン音が使用された。名前の由来はギリシャ神話のヘルメスからである。
メイナードはキノが他人に対して丁寧語で話すのに対し、エルメスは親しみやすい友人のような口調で話しており、これによって気のいいキノのパートナーというキャラクターになっていると述べている。

### レギュラーキャラクター

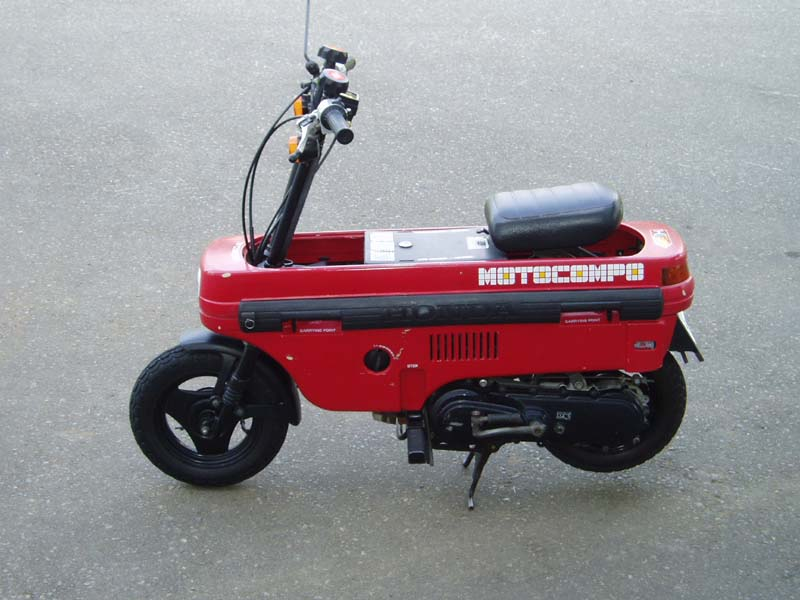
ホンダ・モトコンポ

シズ
声 - 入江崇史 / 梅原裕一郎
黒髪長身でスリムな容姿をしており、定住できる国を求めて旅をする青年。緑色のハイネックセーターを着用し、腰には日本刀を帯びている。
温厚篤実で慈悲深く、人助けになるなら無償であっても積極的に引き受ける。そのような性格や優しそうな外見の一方で、切れ味の鋭い日本刀を武器に、20人程度の盗賊団を1人で倒すなど超一流の剣術の達人である。弾道を読んで銃弾を刀身で弾くことができ、ほとんどの銃器はシズに対して効果がない。刀以外にも閃光玉などの扱いにもなれている。また、いざという時は自分達の身を守ることを優先し、敵を殺すことをも厭わぬ冷徹さを見せることもあるほか、一時期は普段から殺伐とした雰囲気を持っていた（22巻「届ける話」など）。普段の一人称は「私」だが、感情が昂った際などは「俺」になる。
生まれはある豊かな王国の王子であったが、父が祖父（当時の王）を殺して王位を簒奪し、シズも国を追放される。7年後、父王の暴政によって荒廃した祖国に復讐のために舞い戻り、王が開催するコロシアムに優勝して父を殺そうと計画する。しかし、決勝戦でキノに敗れて父もキノに殺されてしまう（1巻「コロシアム」）。その後、定住する国を探すために陸と共に4輪バギーで旅を始めるも、定住しようと決めた国は国民に受け入れられないか、その国の実態を知って諦めるケースが多い。
名前の由来は、作者曰く「けっこうなんとなく」（13巻のあとがきより）。
陸（りく）
声 - 大塚芳忠 / 松田健一郎
人語を話すことができ、シズと共に旅をする白い犬。シズが主人公となる話では語り手になることが多い。
22巻「届ける話」でシズと出会う。また、その出来事からシズに対して大きな恩義を感じており、「シズ様の忠実なる下僕」を名乗る。犬ながら冷静な思考を持ち、丁寧な口調で話すが、その価値観は割とシビアである。いつも楽しく笑っているような顔をしているが、単なる生まれつきで自分でよく言及するほど困っている。
シズを助けた事もありキノに対しては好意的だが、エルメスとの仲は非常に悪い。後に仲間になったティーについては、当初はシズを傷つけた過去から快く思っていなかったが、段々と仲間と認めるようになる。
『学園キノ』によれば、モデルは作者の友人の飼い犬のサモエドで、名前も同じである。
ティー / ティファナ
声 - 能登麻美子 (ゲーム版) / 佐倉綾音
8巻「船の国」でシズと出会い、共に旅をすることになった少女。雪のように白い髪に緑色の瞳を持つ。
かつて船の国に乗船した夫妻の旅人に捨てられた赤子で、同国を支配していた塔の主に育てられる。名前のティファナは、かつて「船の国」に現在の国民の先祖を乗せて漂着した漂流船の名前である。船の国が長く持たないことから、シズは塔の主よりティーを託され、船の国の最後に端を発する騒動の後、シズらと旅をすることとなる。
とても無口で滅多に喋らず、表情にも乏しいが、発言する時は短いながらもはっきり喋る。また知能が高く、地図を見て国の道を完全に記憶したり（17巻「渡す国」）、新芽を踏んでいたことから男の嘘を看破したりしており（19巻「守る国」）、その場の誰も考えつかなかったことを示唆することがある。このときのセリフはすべてひらがなになっている。また、陸はその発言のタイミングがわからないと述べている。シズらと行動を共にすることを望み、ティーだけならば移住が可能である場合であっても、頑として置いていかれることを拒んでいる。
戦闘するタイプではないが手榴弾を気に入っており、よく手に持っている。後にシズが仕事の報酬で貰ったグレネードランチャーを貰う（10巻「ティーの一日」）。
肘当ての縫い付けられた長袖シャツと半ズボン、肘当てと同じ素材の膝当てという服装を気候が許す限り着ている（登場時から）。常時着用しているマフラーは長くなった陸の毛を刈ったものと赤の毛糸を織り交ぜて作ったものである。
「むかしの話 -Tea Talks-」では、旅人と女の子と白い犬の旅の話をする、ティーの成長した姿と思われる老婆が登場している。
名前の由来はメキシコにある町の名前からである。
師匠（ししょう） / レジー
声 - 渡辺明乃（回想）、翠準子（老人） / Lynn（回想）、沢田敏子（老人）
キノや相棒の男から師匠とだけ呼ばれ、地の文でも「師匠」「女性」と表記される女性。本名はレジー（21巻「女の国」）。
キノに戦闘や銃器の訓練、旅の心得などを教え込む。若い頃は金と欲のためにボロボロの小さな黄色い車に乗って旅をしていた。彼女が主人公ではない話でも、キノが昔に師匠から聞いた話として登場することがある。
一見物静かな妙齢の女性で、表向きはお世辞や当たり障りのない言動をとるが、戦闘の腕は非常に立ち、冷静で頭も切れ、知識も豊富。欲望に忠実で、儲けになりそうな話には積極的にかかわり、自身の利益を最大にするためなら不道徳なことも平然と行う。逆に利益にならないことには消極的になる。結果として、彼女に関わった人たちからは恨まれたり感謝されたりと、評価は一定しない。
年を取ってからは森の中で1人で暮らしていた。銀色の長い髪を後ろでまとめた老婆で、祖国を出て森に迷い込んだキノを家に住まわせ、銃器の扱いや旅の心得を教え込む。若い頃の旅の話もキノにしており、キノには他人に自分のことを聞かれても白を切るようにと注意している。
完全無欠の才女だが、オバケや幽霊の類が苦手で、それらが絡むとたとえ儲けに繋がることであっても早々に退散する。
相棒（あいぼう）（名前は不明）
声 - 千葉進歩 / 興津和幸
若い頃の師匠と共に旅をしている男。劇中では「少し背の低いハンサムな男」とまず紹介され、以後単に「男性」「男」などと主に呼称されている。
見た目は飄々とした優男で、師匠と比べると善人にも見えるが、本性は彼女と大差がない悪辣な人物である。師匠を「師匠」と呼び、一応弟子という体裁をとっているが、特に何か教わっているわけではない。もともと銃器の扱いや格闘センスは師匠と出会った時から非常に高く、また、師匠には及ばないものの広い知識を持ち、思考も早い。
元はとある国の賞金首で、山賊の一員（曰く「楽な山賊ごっこ」）となっていたところを、山賊の壊滅を依頼されアジトを襲撃した師匠と出会う。銃整備の心得があることを売り込んで、師匠の相棒となる（6巻「長のいる国」）。銃以外にも機械整備の心得を持ち、また様々な用途を想定した暗殺用の道具一式を所持するなど、経歴に謎が多い。また、少年時代は神童であり、試験は常に満点だった。
2巻の「優しい国」では彼と思わしき老人が登場し、愛用していた銃と同じものをキノに渡した。
基本的に師匠には敵わないが、霊感が強いことからオバケや幽霊が苦手な師匠をからかうことがある。
フォト
声 - 水瀬いのり（第2作）
12巻「雲の前で」（また直接登場しないが3巻「雲の中で」）に登場する17歳の少女。「フォト」という名前は15巻「フォトの日々」で決まる。
ある宗教国家の生まれで、ある時、国から旅の商隊に代金の代わりとして売られてしまう。商隊では奴隷として酷使され、憂さ晴らしに虐待される悲惨な扱いを受けていたが、商人達が誤って毒草を食べたことで全滅し自由を得る（「雲の前で」）。その後、商隊の荷物であったソウと出会い、彼の助言を受けて近くの国に移住し、写真撮影を仕事とするようになる。
信仰心を教え込まれて育ったため、本作の登場人物の中では異常なほどに真面目で誠実、性善的な性格である。商人達に殺されかけていたにも関わらず、彼らの死の責任が自分にあると思い苦悩するほどである。当初は絶望のあまり死を望んでいたが、ソウと出会い、彼に諭されて生きていくことを決める。移住先の国家では商隊の商品を売ることで大金を得て不自由のない生活ができるほどであったが、働くことを望み、やがて趣味の写真撮影が仕事となる。自由の身となってからは、年相応に感情豊かで快活な性格になり、ソウの教えで知識を学んでいる。
前述の事故の際に生来の名前を捨てており、後にソウから新しい名前をつけてもらうが、「フォトグラフ（写真）」から「フォト」と呼ばれるようになり、そちらが名前として定着する（「フォトの日々」）。
ソウ
声 - 緒方恵美（第2作）
「雲の前で」でフォトと出会った喋るモトラド（二輪車）。「フォトの日々」以降のフォトが主人公の話では彼が語り手となる。
元は商隊のトラックに積まれていた商品。持ち主である商隊が全滅した後、唯一生き残っていた奴隷であるフォトに話しかける。フォトの事情を承知しており、絶望し死にたがっていた彼女を諭し、二人で生き延びるべく尽力する。
一人称は「オレ」。高く透き通った男性の声で喋るもののガラが悪さとかなりの毒舌家である。しかし口の悪さに反して面倒見は良く、世渡りに向かないフォトのことを気にかけて指南役を続けている。折り畳み式の超小型のモトラドで、その特殊な形状の為か買い手がつかなかった経緯があり、本人もその事を気にしている節がある。同じモドラトのエルメスと比べると性悪的な思考をしており、きつい言動をとることもあるが、あくまでフォトのことを思ってアドバイスしている。
モデルはホンダ・モトコンポ。

### その他の登場人物

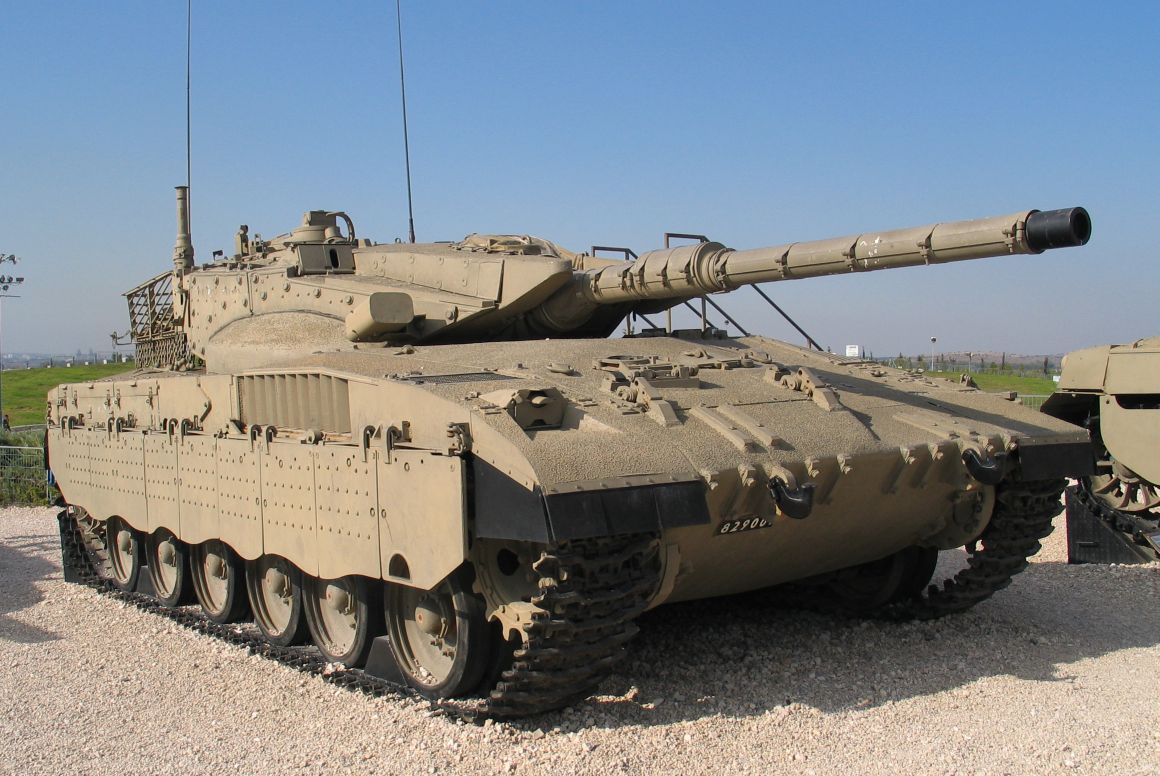
メルカバ Mk 2

作者の意向により、主要登場人物とレギュラーキャラクター以外のキャラクターには名前が設定されていない場合が多い。
キノ（初代）
声 - 井上和彦 / 小野大輔
キノが旅に出るきっかけとなった男性。その名前や「1つの国には3日滞在」というルールなど、キノが影響を受けた人物である。
当時11歳であったキノ（当時の名前は不明）が住む国にやってくる（1巻「大人の国」）。そこで、見つけた故障したモトラド（後のエルメス）を修理しつつ、で現在のキノ（滞在先の娘）に旅の話をしたりして仲良くなった。しかし、その影響で大人になる手術に懐疑的になった今のキノが国のルールで殺されそうになり、彼女を庇って死亡する。
原作では挿絵は無く、容姿に関しては文中に「背が高くて痩せた旅人」とあるのみである。旧アニメと『電撃学園RPG Cross of Venus』では眼鏡をかけ、ゲームでは目が隠れた姿、新アニメでは眼鏡をかけていない姿で登場する。
戦車（せんしゃ）
声 - 立木文彦
9話「本の国 -Nothing Is Written!-」、6巻「戦車の話」、9巻「続・戦車の話」に登場する浮遊戦車。リフターという装置で浮遊して行動する。エルメスと同じく、独立した思考を持ち人語を話す。
乗員の戦車長（人間）と共に戦場を駆けていたが、（キノと出会う）半年前の戦闘で戦車長は戦死してしまう。戦車長が死ぬ前に残した「色が黒くて、砲塔の右脇に3本の紅い縦線があって、左側に獏の絵が描いてある戦車を探し出して破壊すること」を目的に1台で旅をしている（「戦車の話」）。その後、故障して動けなくなったところを整備工の心得がある男の子と女の子と出会い修理してもらうが、そこで標的の戦車は他ならぬ自分自身であったことを知る（「続・戦車の話」）。
外見のモデルはメルカバ Mk 2。
さくら
声 - 八武崎碧（現・悠木碧） / 天野心愛 / 佐藤朱（ドラマCD版）
「優しい国」に登場。観光ガイドを目指す宿屋の娘。名前が花に由来する点やそれをもじったあだ名を嫌う様子は、キノに幼少期を思い出させた（キノの両親も安宿を経営していた）。
イーニッド
3巻「終わってしまった話」に登場する10代の少女。
一人前の海賊になるための試験として、キノに海賊行為を働こうとしたが逆に倒される。これがきっかけで海賊を辞め、海賊を秘密裏に支援している国で普通の人となり、大人になった現在は作家として活躍している。
『学園キノ』の3巻に「イーニッド・スミス」という名前の少女が登場する。
イナーシャ
声 - 川澄綾子（劇場版） / 春日清花（ゲーム版）
5巻「病気の国」に登場。国に広まる伝染病にかかっている少女。未開拓の地で開拓をしている少年と文通しており、元気になったら彼に逢いたいと願っている。
「病気の国」のその後の話が黒星紅白の画集に掲載されている。
ラファ
声 - 川澄綾子（ゲーム版） / 竹達彩奈（ドラマCD版）
6巻「祝福のつもり」に登場。三つ編みの少女で7人姉弟の最年長である。貧富の差の激しい国の最下層出身である。貧しさから逃れるため、シズに自分を買ってくれるよう頼み込む。名前の由来は、パレスチナ・ガザ地区にある町の名前からである。彼女の「祝福」は、死を覚悟して殺伐としていたシズに生来の穏やかな気質を取り戻させる事となった。
PS2版の特典「いろいろな話」において、シズに取り憑いている事が判明する（なぜか肩に負担が掛かっていると悩んでいたシズだが、師匠の相棒の男にラファが取り憑いているのが理由と言われ、「このままでいいか」と納得する）。

### ゲームの登場人物
セイ
声 - 浪川大輔
ゲーム版第2作の主人公。燃料の豊富な国出身である。初代キノの故郷で、様々な物資を買い揃えたため、格好や服装もキノとほぼ同じである。パースエイダーの腕はそれなりにあるが、キノからすれば大したことはないという。
過去にセイが住む村に初代キノが訪れたことがあり、初代キノと出会ったのがきっかけであらゆる人生観が変わった。「キノという名前の旅人」を探すため相棒のモトラド・ジャンと旅をしており、現在のキノのことを「他人の名前を騙っている」と思っているが物語が進むにつれ、現在キノのことを知りたくなっていく。全く返事をしてこないジャンにいつも話しかけており、「ジャンと旅をしている」ことをいつも強調している。
ジャン
声 - 相ヶ瀬龍史
昔からセイの持っていたモトラドであるセイの相棒。名前が無かったため、可哀想に思った初代キノが思い付きで付けた。セイ曰くとても無口で、旅の間話しかけられても反応せず、返事は全て「……」である。1度だけセイが「そうだね」と返事を感じたことがある。

## パースエイダー
作品中に登場する銃器はパースエイダーと呼ばれている。語源は英語のpersuader（説得する人[物]、（俗）ピストル等、脅しに用いる物）である。パースエイダーは実在の銃器をモデルにしているが、異世界が舞台なので原則実名は出さない。
カノン
パーカッションロック式44口径。元々は師匠の愛銃であり、キノが師匠の家を飛び出して旅に出る際に、予備の1丁を師匠から譲り受けた（キノは勝手に持ち出したといっている）。普段は腰の右に吊したホルスターに入れている。
装弾数が少なく再装填に時間が掛かるが威力が高く、パーカッション式であるため自作の弾丸が使用できる。
モデルはコルト・M1851ネイビー。
森の人
左手用のグリップパネルが装着され、安全装置・スライドストップ・マガジンキャッチも右側に設置されている左利き仕様となっている。普段はバックサイド式（腰の後ろに装着）のホルスターに入れている。
.22LR弾を使用するため殺傷能力は低いが装弾数が多く、また、競技用のためレーザーサイトが使用可能であり高い命中精度を誇る。師匠が旅をしていた頃の弟子の男が使用していた銃でもあり、キノは旅の途中で立ち寄った国の老人からこの銃を譲り受けている（2巻「優しい国」）。
モデルはコルト・ウッズマン・マッチターゲットモデル。
フルート
「フルート」は作者による架空のライフルである。これは電撃劇場文庫（電撃文庫ムービーフェスティバル記念の限定品）の中で作者自身が述べている。本来の名称は「五二式国民ライフル分解型」。キノがとある射撃が盛んな国に立ち寄った際に譲り受けた物（5巻「英雄達の国」）。自動式で前部と後部に分割することが出来、持ち運びしやすい構造をしている。口径は7.7mmで、装弾数は9発。サプレッサーを装着することも可能。
初期の設定ではキノは「二式テラ銃」をモデルとするパースエイダーも所有していたというが、これとはまったく異なるものになっている。
この他『電撃学園RPG Cross of Venus』ではゲームオリジナル技としてポンプ式ショットガン（この世界の名称は不明）を持つ。キノはショットガンを携行していないが8巻に収録された『船の国』では一度だけ使用している。

## 学園キノ
『学園キノ』（がくえんキノ）とは時雨沢恵一自身によるセルフパロディ本である。IV巻のあとがきに書かれた嘘ネタが発端となっている。電撃hp公式海賊本『電撃ヴんこ』で掲載された後、『電撃h』&『電撃p』、『電撃hPa』に続編が掲載され、電撃文庫で単行本化された。
「キノの旅・宇宙編」に続く「学園編」という想定で始まるが、本書のあとがき、カバー折り返し、オビなどで「あくまで本編とは無関係なお遊び」であることが強調されており、「キノの旅のファンは絶対に読んではいけない」「読むな危険」とも書かれている。各種設定、キャラクターの性格などは本編とは別物。作品全体の雰囲気も『キノの旅』と完全に異なっており、ライトタッチの非常に明るいノリでまとめられパロディネタも豊富である。銃火器、乗り物などは『キノの旅』に比べて明確な名称で登場する。また、銃火器の設定、操作、作動方式などの著者曰く「鉄砲描写」などが『キノの旅』に比べマニアックで、多種にわたる専門用語やパロディなども多く出るので、知識のない人にはついていけない箇所が多い。それらは著者曰く、「『キノの旅』の方は担当に書き換えさせられた」ためとのこと。
人物、自治体、組織、機関、会社、商標、建築物等の名前は実在のものを出している（神奈川県横浜市、文部科学省、自衛隊、ホンダ・オデッセイ等）。
あとがきは作者:時雨沢恵一と雨沢恵一（あまさわ めぐみはじめ）の対談方式となっており、本編同様ネタバレを含むのを避けている。雨沢恵一は紹介文によると作者とは「まったく関係のない赤の他人」であり「決してコピー人間ではない」と記されている。時雨沢曰く「ツンデレ美少女」。元々は「電撃hp」において、時雨沢の名前が「雨沢恵一」と誤植されたのをネタにしたもの。第1巻では地の文を書くため本文に登場もした。
作者曰く、同一作者による同一シリーズの世界最長（ギネスブック掲載）を目指し、2449巻まで続けるつもりという。

### 舞台
木乃が通う学園は全寮制で、神奈川県横浜市に存在しており、最寄り駅は大船駅に近いJR京浜東北線の駅である。
学園は魔物や、サモエド仮面（1回、体育館を崩壊させている）などによる度重なる戦闘の被害を受けているが、周囲はすっかり慣れてしまっており、学校側が魔物出現時のマニュアルを決めたり、魔物にならないよう注意の張り紙があったり、生徒たちも魔物が出現しても平然と避難したり、テスト中に魔物が出現した場合、テストがやり直しになったりすることから出現を幸運に感じたりする者もいる。また、学園の建物そのものにも防弾ガラスや対爆シャッターなどの魔物対策がされている。
基本的に舞台は学園。第3話では大部分が北海道を、第6話では鎌倉近辺および秋葉原を、番外編は商店街を舞台としている。

### 学園キノの登場人物
担当声優はドラマCD版でのキャスト。
木乃（きの）
声 - 悠木碧
「キノ」が立ち寄ったとある惑星の自称女神の呪いにより擬似人格を植えつけられた姿。どうやら「木乃」は名字。
高等部1年生。北海道からやってきた。プラスチック製モデルガンの引き金を弾く事によって、謎の美少女ガンファイターライダー・キノに変身する。略称「謎のキノ」だがキノはこう呼ばれるのを嫌がる。腰には変身後は魔物を元の姿に戻せる「ビッグカノン〜魔射滅鉄〜」に変化するモデルガンと、大量の銃や手榴弾が詰まったおばあちゃんにもらった緑のポーチをつけている。変身の掛け声は「フローム・マイ・コールド！　デーッド・ハーンズ！」（変形することがある）。変身時には魔法少女のような変身バンクが入るが、変身後の服装は変身前とほとんど変わらない。
「キノ」と同じく食欲旺盛だが、寝起きが悪く、明るく喜怒哀楽の感情が豊かな性格。自分のことは「わたし」と言っている。エルメスに嫌なことを言われると彼を遠くにブン投げることもある。エルメスによれば、「食べることと、寝ることしか考えていない」らしく、地の文でも魔物と対比して「どちらが主人公だかわからない」と言われているほか、魔物退治の動機が「学食のカレーうどんのため」だった事もある。
静は嫌いではないがサモエド仮面は大嫌い。陸太郎は大嫌いだがワンワン刑事は嫌いではない。特技は「射撃・大食い」で、初期の頃は食べ放題の店を荒らしていた（が、その後対策がされた）。
エルメス
声 - 斉藤壮馬
木乃が持つ、緑色の革と黄色い金属で出来た携帯ストラップ。赤いボディに紫色の燃料タンクのオフロードバイクに変形する。ストラップの姿を取っている原因は、とある惑星の女神にスクラップにすると脅された時に「できればストラップがいい」と答えたため。バイクへの変身は自身の意思で自由自在で木乃の要請を断ることもある。変人が多い中でほぼ唯一の常識人なため、作者は活躍させられないのが悩みだが諦めていると語っている。特技は「早寝早起」。時折描写に矛盾があると書かれるが、頑張れば自分で動くこともできる。実際に漫画版のおまけに空中を漂う場面があるが詳細は不明。
静（しず）
声 - 梅原裕一郎
「シズ」が自称女神に擬似人格を植えつけられた姿。
高等部3年生。常に刀を腰に差し、眉目秀麗・成績優秀・スポーツ万能のモテモテな男。そんな大人びた雰囲気から留年し続けて現在は20歳を過ぎているとの噂がある。基本的には「シズ」と同じ性格。「サモエド仮面変身セット（リンゴ、犬耳、マスク、マント。本人によると、日本中に埋めてあるらしい）」を用いて純白の正義の騎士・サモエド仮面に変身（扮装）するが、変身すると決めた時から人格が一変し異常にハイテンションな変態と化す。サモエド仮面はサモエド仮面αなど名前の後に文字が付くことがある。なお、サモエド仮面が登場するときはなぜかいつも前を（ジョンさんがいいと言っていたが、実際はカールと呼んでいる）純白のハトがスローで通り過ぎる。
サモエド仮面は謎のキノに気があるようだが、いつも謎のキノの魔物退治を援護のつもりで邪魔をするため、大変嫌われている。
栄養素オタクで、戦場伝説にも詳しい。引用はミンメイ・リパブリッシング・カンパニー。
特技は銃弾を剣ではじくことと、銃弾をトマトで受け止めることと、シルク製マントで銃弾を防ぐこと。
なぜかティーに対して強烈なトラウマがあり、姿を見かける度に悲鳴を上げて全身が震えて動けなくなる上に、腹部にナイフで刺されたような激痛が走り、栄養素のことすら話すことが出来なくなる。
犬山・ワンワン・陸太郎（いぬやま・ワンワン・りくたろう）
「実は四大魔王宇宙のスパイだった」陸が人に変身した姿。この名前は人型形態の時に名乗った名前である。
木乃のクラスに来た転校生を演ずる。白髪の美少年。その美貌は一目でクラスのほとんどの女子を虜にした。木乃に猛烈なアタックを繰り返しているが、ことごとく無視されている。転校してくる前はベルギーにいたようなことを何度かほのめかしている。
サモエド仮面（他）を静だと知っていて、何らかの恨みがあり隙あらば静を倒そうとする。静に止めを刺そうとした時「おさげの彼女が待っている」と語った。復讐に関する本をボロボロになるまで愛読している。
ワンワン刑事（ワンワンでか）
黒ずくめのサングラス少年。白髪を後ろでまとめている。誰かさんにそっくりだが、正体は一応不明ということになっている。
特技は、銃を乱射しながら（ただし狙いは正確）回転円舞する「銃七乗の拳法」。“銃とこの拳法で戦闘能力が7倍に引きあがる”が名前の由来で、この拳法を世界で最初に確立、記録として残したのは聖徳太子（将禿対死）とのこと。
おばあちゃん
木乃の祖母。北海道在住。美老婆銃士ヴァヴァア・ザ・スーパーに変身する。サモエド仮面曰く「その戦力は米海兵隊一個師団に匹敵する」らしい。伝説の谷越え2キロ狙撃を成功させた人。作者曰く、「銃刀法」で縛れるわけがない人。
かなりノリが良くて明るいが、お化け話は大嫌いで聞くとマシンガンを乱射してしまう。15歳くらいの頃にはすでにフランス外人部隊に所属しており、その後も各地で武勇を轟かせていた（見かけたら直ぐに逃げることとも言われている）。サモエド仮面曰く「映画にもなっている」とのことであり、国内外で何度も映画が制作されている。映画のタイトルには、必ず「ヴァヴァア」が含まれる。
黒島 茶子（くろしま ちゃこ）
学園キノ第2巻より登場。20代前半の女性で、英語教師の補充要員として登場。CR-Zを愛車とする。雪のように白い髪に緑色の目をしており、非常に陽気で良く喋る。陸太郎を一目で気に入り、授業は彼の頭に顎をのっけながら行っている。「すぐやる部」を学園長に頼み込んで設立したが、その際に何らかの重要な書類をちらつかせて脅迫している。部員は強制入部の木乃・静・陸太郎。体育館を壊したためすぐに廃部となったが、第3巻で復活した。
教師は仮の姿であり、その真の姿は日本政府が対魔物用に結成した特殊部隊・KAEREの隊長であるが、隊員諸共に情けないほど弱い。危機にさらされるとティーに変身し、手榴弾投擲の達人となる。
もともとは孤児であり旅人に助けられて一緒に旅をしていたが、この国で別れたという過去を持つ。
ティーは本編とほぼ同様、無表情で寡黙な子供として登場。複数のマークII手榴弾を使って互いの爆破や衝撃を相殺させ自分の周囲だけ被害が届かないようにする「相殺爆発波」を会得している。また、往復ビンタを2秒で200回ほど叩ける。
サモエド仮面に何らかの恩義を感じており、彼を心配したり助けたりするが、当の本人からは恐れられている。また、なぜかよくワンワン刑事の背中に飛びつき、頭に顎を乗せたり頬ずりしたりする。ワンワン刑事がサモエド仮面に殺意を向けるとより激しく頬ずりする。
KAERE（カエレ）
日本政府が組織した対魔物特殊部隊。名称は「Kill Attack Enemy React Element」の略で、受ける声援も「カエレ！」となる。自衛隊や警察の精鋭から構成されているが、魔物には手も足も出ず、戦闘よりも黒子姿ですぐやる部の手伝いをしている事の方が多い（5巻では、野球の審判をしていた）。しかし、他にこの種の部隊が無い為、「世界最強の対魔物部隊」となっている。
隊員は黒い戦闘服か黒子の衣装を着ており、「佐藤」「鈴木」「高橋」といった偽名を使っている。武器はS&W M5906と89式5.56mm小銃、閃光手榴弾など。移動には引っ越し業者に偽装したトラックを使用する。
イーニッド・スミス
学園キノ第3巻に登場。金髪ロングヘアー、エメラルドグリーンの瞳の白人の少女。アメリカ合衆国の大企業CEOの娘で、アメリカから学園に来た短期留学生。日本のアニメ大好きなオタク。来日した際には学園への寄付がされたという。
先祖はイングランド出身のプライベーティアで、アルマダの海戦に参加したという。
相当なお金持ちで、送迎車はレクサス LS600hL、横浜ランドマークタワー内のスイートルームに宿泊。彼女の周囲はお目付け役の執事ジョンソン、専属メイド、ボディーガードが固めている。
エリアス
学園キノ第4巻に登場。非常に物知りで、ケネディ大統領暗殺の真犯人も知っている。
沙羅
エリアスと同様、学園キノ第4巻に登場。
魔物
声 - 片山公輔（魔の軍団の手先）、松田利冴（魔物）
四大魔王宇宙が人間を変化させ、暴れさせた怪物。魔王の手下達がなんらかの手段（契約書・キャッチセールスまがいなど）によって、人間を「魔の誘い」に乗せることで誕生する。主に身長3mほどの獣のような姿をしており、体から無数の化け物を作り出す事が可能。また、強さは魔物になった人間のものに比例するらしく、魔物になっても人間の意識をある程度保っているケースもある。魔物を人間に戻すためには、謎のキノが持つ「ビッグカノン〜魔射滅鉄〜」の銃弾（1回の変身で、1発しか放てない）を魔物に撃ち込む以外方法はないが、魔物化した人間が自発的に元に戻った事もある（4巻）。
多くは学園に現れる（学園の生徒が魔の誘いに乗る）ことが多いが、最近は生徒の多くが魔の誘いに乗らないため、外部の人間が魔物になることも多い。
化け物
魔物の体毛から生まれる魔物の手下。一度に大量に出現する事がほとんどで、魔物によっては統率のとれた行動をとる。倒されると灰になる。
麻生 タロー（あそう タロー）
学園キノ第3巻で登場。登場時は（注：第92代内閣総理大臣。空を飛ばないものだけを指す）という注釈が挿入された。「閣下」と呼ばれることを嫌悪する。鎌倉時代に書かれたという古文書の予言により、黒島茶子に木乃たちの身辺を監視させ「謎のキノ」や魔物との関係について調査させている一方で、黒島茶子の正体に感づいている。
なお、第3巻あとがきで作者の時雨沢に対し、雨沢が「雑誌に掲載される前に職を失っているかと思った」という指摘をしていた。

## 評価
久米依子は編著を務めた『ライトノベル研究序説』の中で、少年である方がふさわしいような主人公が少女であることで、まず物語世界の非日常性と、旅するものの一所不在な透明性が強く印象付けられるとし、諸制度に囚われない自由な立場のキノが旅する先々で様々な国の歪みを発見し、問い直す内容に、ジェンダー制度を逸脱したキャラクター性の主人公が新たな物語世界を開いて見せた作品だと、ジェンダー制度を再考させる作品の例にあげている。
日経BP社がインターネットで実施したアンケートを基に公表した「2003年度ライトノベルランキング」では4位を獲得している。『このライトノベルがすごい!』作品部門では2006年版で2位、2007年版で5位、2008年版で6位をそれぞれ獲得している。

## 各話一覧
プロローグとエピローグは、タイトルが同じで、必ず時系列が逆になった連続した話である。サブタイトルも同じであり、aとbが付いて時系列の順序を示している。8巻はプロローグとエピローグのタイトルが異なるが、同じく連続した話であり、サブタイトルの記述法は他と同じである。
巻数の正式な表記はローマ数字表記。「PR」はプロローグ、「EP」はエピローグ、「F」は「フォトの日々」の略。その他、特殊なものは脚注で補記。背景色はその話で主体となる登場人物（備考欄）による区別で、■赤色はキノ、■緑色は師匠、■青色はシズ、■黄色はフォト、□白色はその他（複数または主要な登場人物以外）。
「人気の国」という欄の“第X位”は、発刊15周年記念として実施された、その時点で発表された全210話中から読者投票で選ばれた上位30話（詳細は出典を参照）。
| 巻 | 話       | タイトル                  | サブタイトル                           | 主体       | ディア展開 (公開順)                                                             | 人気の国      | 備考                              |
| -- | -------- | ------------------------- | -------------------------------------- | ---------- | ------------------------------------------------------------------------------- | ------------- | --------------------------------- |
| 1  | PR       | 森の中で・b               | Lost in the Forest ･ b                 | キノ       | 漫画 (シオミヤ) 第1巻 アニメ (2017) 第1話                                       |               |                                   |
| 1  | 1        | 人の痛みが分かる国        | I See You.                             | キノ       | アニメ (2003) 第1話 漫画 (シオミヤ) 第1巻                                       | 第7位         |                                   |
| 1  | 2        | 多数決の国                | Ourselfish                             | キノ       | 漫画 (シオミヤ) 第2巻                                                           | 第24位        |                                   |
| 1  | 3        | レールの上の三人の男      | On the Rails                           | キノ       | アニメ (2003) 第5話 漫画 (シオミヤ) 第1巻                                       | 第9位         |                                   |
| 1  | 4        | コロシアム                | Avengers                               | キノ       | アニメ (2003) 第6-7話 アニメ (2017) 第2話 漫画 (シオミヤ) 第3巻                 | 第4位         | シズが登場                        |
| 1  | 5        | 大人の国                  | Natural Rights                         |            | アニメ (2003) 第4話 漫画 (シオミヤ) 第1巻 アニメ (2017) 第11話                  | 第2位         | キノが旅人になったきっかけの話    |
| 1  | 6        | 平和な国                  | Mother's Love                          | キノ       | アニメ (2003) 第12話 漫画 (シオミヤ) 第2巻                                      | 第19位 (同率) |                                   |
| 1  | EP       | 森の中で・a               | Lost in the Forest ･ a                 | キノ       | 漫画 (シオミヤ) 第1巻 アニメ (2017) 第1話                                       |               |                                   |
| 2  | 口絵     | 狙撃兵の話                | Fatalism                               | 師匠       | 漫画 (シオミヤ) 第5巻                                                           |               |                                   |
| 2  | PR       | 砂漠の真ん中で・b         | Beginner's Luck・b                     | キノ       | 漫画 (シオミヤ) 第2巻                                                           |               |                                   |
| 2  | 1        | 人を喰った話              | I Want to Live.                        | キノ       | アニメ (2003) 第2話 漫画 (シオミヤ) 第6巻                                       | 第11位 (同率) |                                   |
| 2  | 2        | 過保護                    | Do You Need It?                        | キノ       | 漫画 (シオミヤ) 第4巻                                                           |               |                                   |
| 2  | 3        | 魔法使いの国              | Potentials of Magic                    | キノ       | アニメ (2003) 第8話 漫画 (シオミヤ) 第4巻                                       |               |                                   |
| 2  | 4        | 自由報道の国              | Believers                              | キノ       |                                                                                 |               |                                   |
| 2  | 5        | 絵の話                    | Happiness                              | キノ       | 漫画 (シオミヤ) 第4巻                                                           |               |                                   |
| 2  | 6        | 帰郷                      | "She" is Waiting For You.              | キノ       |                                                                                 |               |                                   |
| 2  | 7        | 本の国                    | Nothing Is Written!                    | キノ       | アニメ (2003) 第9話                                                             |               |                                   |
| 2  | 8        | 優しい国                  | Tomorrow Never Comes.                  | キノ       | アニメ (2003) 第13話 漫画 (郷) 第1巻 アニメ (2017) 第10話 漫画 (シオミヤ) 第5巻 | 第1位         |                                   |
| 2  | EP       | 砂漠の真ん中で・a         | Beginner's Luck・a                     | キノ       | アニメ (2003) 第1話 漫画 (シオミヤ) 第2巻                                       |               |                                   |
| 2  | -        | 続・絵の話                | Anonymous Pictures                     | シズ       | 漫画 (シオミヤ) 第4巻                                                           |               |                                   |
| 3  | 口絵     | 愛と平和の国              | Power Pay                              | シズ       |                                                                                 |               |                                   |
| 3  | PR       | 雲の中で・b               | Blinder ･ b                            | キノ       | アニメ (2017) 第6話 漫画 (シオミヤ) 第3巻                                       |               |                                   |
| 3  | 1        | 城壁のない国              | Designated Area                        | キノ       |                                                                                 | 第11位 (同率) |                                   |
| 3  | 2        | 説得力                    | Persuader                              | キノ       |                                                                                 |               |                                   |
| 3  | 3        | 同じ顔の国                | HACCP                                  | キノ       |                                                                                 | 第17位        |                                   |
| 3  | 4        | 機械人形の話              | One-way Mission                        | キノ       | アニメ (2003) 第10話 漫画 (シオミヤ) 第6巻                                      | 第19位 (同率) |                                   |
| 3  | 5        | 差別を許さない国          | True Blue Sky                          | キノ       | アニメ (2003) 第11話                                                            |               |                                   |
| 3  | 6        | 終わってしまった話        | Ten Years After                        | キノ       |                                                                                 |               |                                   |
| 3  | EP       | 雲の中で ･ a              | Blinder ･ a                            | キノ       | アニメ (2017) 第6話 漫画 (シオミヤ) 第3巻                                       |               |                                   |
| 4  | PR       | 紅い海の真ん中で・b       | Blooming Prairie ･ b                   | キノ       | アニメ (2003) 第4話 アニメ (2017) 第11話 漫画 (シオミヤ) 第4巻                  |               |                                   |
| 4  | 1        | 像のある国                | Angel?                                 | キノ       | 漫画 (郷) 第5巻                                                                 |               |                                   |
| 4  | 2        | ×××××                     | Solo                                   | キノ       |                                                                                 | 第27位        |                                   |
| 4  | 3        | 二人の国                  | Even a Dog doesn't Eat                 | キノ       |                                                                                 |               |                                   |
| 4  | 4        | 伝統                      | Tricksters                             | キノ       |                                                                                 |               |                                   |
| 4  | 5        | 仕事をしなくていい国      | Workable                               | キノ       |                                                                                 |               |                                   |
| 4  | 6        | 分かれている国            | World Divided                          | キノ       |                                                                                 |               |                                   |
| 4  | 7        | ぶどう                    | On Duty                                | キノ       |                                                                                 |               |                                   |
| 4  | 8        | 認めている国              | A Vote                                 | キノ       |                                                                                 |               |                                   |
| 4  | 9        | たかられた話              | Bloodsuckers                           | シズ       | 漫画 (郷) 第5巻                                                                 |               |                                   |
| 4  | 10       | 橋の国                    | Their Line                             | キノ       |                                                                                 | 第13位        |                                   |
| 4  | 11       | 塔の国                    | Free Lance                             | キノ       |                                                                                 |               |                                   |
| 4  | EP       | 紅い海の真ん中で・a       | Blooming Prairie ･ a                   | キノ       | アニメ (2003) 第4話 アニメ (2017) 第11話 漫画 (シオミヤ) 第4巻                  |               |                                   |
| 5  | PR       | 夕日の中で・b             | Will ･ b                               | キノ       | 漫画 (シオミヤ) 第5巻                                                           |               |                                   |
| 5  | 1        | あの時のこと              | Blue Rose                              | キノ       |                                                                                 |               |                                   |
| 5  | 2        | 人を殺すことができる国    | Jungle's Rule                          | キノ       | アニメ (2017) 第1話 漫画 (郷) 第1巻                                             | 第5位         |                                   |
| 5  | 3        | 店の話                    | For Sale                               | キノ       |                                                                                 |               |                                   |
| 5  | 4        | 英雄達の国                | No Hero                                | キノ       | 漫画 (郷) 第2巻                                                                 | 第10位        |                                   |
| 5  | 5        | 英雄達の国                | Seven Heroes                           | キノ       | 漫画 (郷) 第2巻                                                                 | 第22位        | 前話の続き                        |
| 5  | 6        | のどかな国                | Jog Trot                               | シズ       |                                                                                 |               |                                   |
| 5  | 7        | 予言の国                  | We NO the Future.                      | キノ       | アニメ (2003) 第3話                                                             |               |                                   |
| 5  | 8        | 用心棒                    | Stand-bys                              | 師匠       | 漫画 (郷) 第2巻                                                                 |               |                                   |
| 5  | 9        | 塩の平原の話              | Family Business                        | キノ       |                                                                                 |               |                                   |
| 5  | 10       | 病気の国                  | For You                                | キノ       | アニメ映画 (2007)                                                               | 第23位        |                                   |
| 5  | EP       | 夕日の中で・a             | Will ･ a                               | キノ       | 漫画 (シオミヤ) 第5巻                                                           |               |                                   |
| 6  | 口絵     | 入れない国                | Reasonable                             | キノ       |                                                                                 |               |                                   |
| 6  | 口絵     | 中立な話                  | All Alone                              |            |                                                                                 |               |                                   |
| 6  | 口絵     | 戦車の話                  | Life Goes On.                          | キノ       |                                                                                 |               |                                   |
| 6  | PR       | 誓い・b                   | a Kitchen Knife・b                     | キノ       | 漫画 (シオミヤ) 第6巻                                                           |               |                                   |
| 6  | 1        | 彼女の旅                  | Chances                                | キノ       | アニメ (2003) 第11話 漫画 (郷) 第3巻                                            |               |                                   |
| 6  | 2        | 彼女の旅                  | Love and Bullets                       | キノ       | アニメ (2003) 第11話 漫画 (郷) 第3巻                                            |               |                                   |
| 6  | 3        | 花火の国                  | Fire at Will!                          | キノ       |                                                                                 |               |                                   |
| 6  | 4        | 長のいる国                | I Need You                             | 師匠       | 漫画 (郷) 第4巻                                                                 |               |                                   |
| 6  | 5        | 忘れない国                | Not Again                              | キノ       |                                                                                 |               |                                   |
| 6  | 6        | 安全な国                  | For His Safety                         | キノ       |                                                                                 |               |                                   |
| 6  | 7        | 旅の途中                  | Intermission                           | キノ       |                                                                                 | 第28位        |                                   |
| 6  | 8        | 祝福のつもり              | How Much Do I Pay For?                 | シズ       | 漫画 (シオミヤ) 第7巻                                                           | 第8位         |                                   |
| 6  | EP       | 誓い・a                   | a Kitchen Knife・a                     | キノ       | 漫画 (シオミヤ) 第6巻                                                           |               |                                   |
| 7  | PR       | 何かをするために・b       | life goes on.                          | キノ       | アニメ映画 (2005) 漫画 (シオミヤ) 第7巻                                         |               |                                   |
| 7  | 1        | 迷惑な国                  | Leave Only Footsteps!                  | キノ       | アニメ (2017) 第3話                                                             |               |                                   |
| 7  | 2        | ある愛の国                | Stray King                             | 師匠       |                                                                                 |               |                                   |
| 7  | 3        | 川原にて                  | Intermission                           | シズ       |                                                                                 |               |                                   |
| 7  | 4        | 冬の話                    | D                                      | キノ       |                                                                                 |               |                                   |
| 7  | 5        | 森の中のお茶会の話        | Thank You                              | 師匠       |                                                                                 | 第29位        |                                   |
| 7  | 6        | 嘘つき達の国              | Waiting For You                        | キノ       | アニメ (2017) 第5話 漫画 (郷) 第4巻                                             | 第14位        |                                   |
| 7  | EP       | 何かをするために・a       | life goes on.                          | キノ       | アニメ映画 (2005) 漫画 (シオミヤ) 第7巻                                         | 第16位        |                                   |
| 8  | 口絵     | 道の国                    | Go West!                               | キノ       |                                                                                 |               |                                   |
| 8  | 口絵     | 悪いことはできない国      | Black box                              | キノ       |                                                                                 |               |                                   |
| 8  | PR       | 渚にて 旅の始まりと終わり | On the Beach ･ b                       | シズ       | アニメ (2017) 第4話 漫画 (シオミヤ) 第8巻                                       |               | タイトルは違うが「船の国」の続き  |
| 8  | 1        | 歴史のある国              | Don't Look Back!                       | 師匠・キノ | アニメ (2017) 第7話                                                             | 第12位        | 途中で主体が師匠からキノに        |
| 8  | 2        | 愛のある話                | Dinner Party                           | キノ       |                                                                                 |               |                                   |
| 8  | 3        | ラジオな国                | Entertainer                            | キノ       |                                                                                 |               |                                   |
| 8  | 4        | 救われた国                | Confession                             | キノ       |                                                                                 |               |                                   |
| 8  | EP       | 船の国                    | On the Beach ･ a                       | シズ       | アニメ (2017) 第4話 漫画 (シオミヤ) 第8巻                                       | 第3位 (同率)  | ティーが登場。中編                |
| 9  | 口絵     | なってないひとたち        | Traveler's Tale                        |            |                                                                                 |               |                                   |
| 9  | 口絵     | 城壁の話                  | Sweet Home                             | キノ       |                                                                                 |               |                                   |
| 9  | PR       | 悲しみの中で ･ b          | Yearning ･ b                           | キノ       |                                                                                 |               |                                   |
| 9  | 1        | 記録の国                  | His Record                             | キノ       |                                                                                 |               |                                   |
| 9  | 2        | いい人達の夕べ            | Innocence                              | 師匠       |                                                                                 |               |                                   |
| 9  | 3        | 作家の旅                  | Editor's Travels                       | キノ       |                                                                                 |               |                                   |
| 9  | 4        | 電波の国                  | Not Guilty                             | シズ       | アニメ (2017) 第8話                                                             |               |                                   |
| 9  | 5        | 日記の国                  | Historians                             | キノ       |                                                                                 |               |                                   |
| 9  | 6        | 自然保護の国              | Let It Be!                             | 師匠・キノ |                                                                                 |               | 途中で主体が師匠からキノに        |
| 9  | 7        | 商人の国                  | Professionals                          | キノ       |                                                                                 |               |                                   |
| 9  | 8        | 殺す国                    | Clearance                              | 師匠       |                                                                                 |               |                                   |
| 9  | 9        | 続 ･ 戦車の話             | Spirit                                 |            |                                                                                 |               | 6巻「戦車の話」の続き             |
| 9  | 10       | むかしの話                | Tea Talks                              | シズ       |                                                                                 |               |                                   |
| 9  | 11       | 説得力II                  | Persuader II                           | キノ       |                                                                                 |               |                                   |
| 9  | EP       | 悲しみの中で ･ a          | Yearning ･ a                           | キノ       |                                                                                 |               |                                   |
| 10 | 口絵     | ペットの国                | apPETite                               | キノ       |                                                                                 |               |                                   |
| 10 | 口絵     | ティーの願い              | Get Real!                              | シズ       | アニメ (2017) 第9話                                                             |               |                                   |
| 10 | PR       | 在る男の旅 ･ b            | Life is a Journey, and Vice Versa. ･ b | キノ       |                                                                                 |               |                                   |
| 10 | 1        | インタビューの国          | Out of the Question                    | キノ       | 漫画 (郷) 第4巻                                                                 |               |                                   |
| 10 | 2        | ホラ吹き達の話            | Fantasy                                | キノ       |                                                                                 |               |                                   |
| 10 | 3        | 保護の国                  | Meritocracy                            | 師匠       |                                                                                 |               |                                   |
| 10 | 4        | 電柱の国                  | Transmission                           | キノ       |                                                                                 |               |                                   |
| 10 | 5        | こんなところにある国      | Preface                                |            |                                                                                 | 第18位        | エピソードではなくあとがき        |
| 10 | 6        | ティーの一日              | a Day in the Girl's Life               | シズ       | アニメ (2017) 第8話                                                             |               |                                   |
| 10 | 7        | 歌姫のいる国              | Unsung Divas                           | キノ       |                                                                                 | 第3位         | 中編                              |
| 10 | EP       | 在る男の旅 ･ a            | Life is a Journey, and Vice Versa. ･ a | キノ       |                                                                                 |               |                                   |
| 11 | 口絵     | 子供の国                  | Burn Up                                | キノ       |                                                                                 |               |                                   |
| 11 | 口絵     | お花畑の国                | Flower Arrangement                     | シズ       |                                                                                 |               |                                   |
| 11 | PR       | カメラの国 ･ b            | Picturesque ･ b                        | キノ       |                                                                                 |               |                                   |
| 11 | 1        | つながっている国          | Stand Alone                            | キノ       |                                                                                 |               |                                   |
| 11 | 2        | 失望の国                  | Hope Against Hope                      | キノ       |                                                                                 |               |                                   |
| 11 | 3        | アジン (略) の国          | With You                               | 師匠       |                                                                                 | 第6位         |                                   |
| 11 | 4        | 国境のない国              | Asylum                                 | シズ       |                                                                                 |               |                                   |
| 11 | 5        | 学校の国                  | Assignment                             | キノ       |                                                                                 |               |                                   |
| 11 | 6        | 道の話                    | Passage                                | キノ       |                                                                                 |               |                                   |
| 11 | 7        | 戦う人達の話              | Reasonable                             | キノ       |                                                                                 |               |                                   |
| 11 | EP       | カメラの国 ･ a            | Picturesque ･ a                        | キノ       |                                                                                 |               |                                   |
| 12 | カバー裏 | 寄付の国                  | How's Tricks?                          | キノ       |                                                                                 |               |                                   |
| 12 | 口絵     | 山賊達の話                | Can You Imagine!                       | シズ       | アニメ (2017) 第9話                                                             |               |                                   |
| 12 | 口絵     | パクリの国                | I Have Ever Seen Before.               | キノ       |                                                                                 |               |                                   |
| 12 | 口絵     | 願い                      |                                        | キノ       |                                                                                 |               | サブタイトル無し                  |
| 12 | PR       | 幸せの中で ･ b            | Birth ･ b                              | キノ       |                                                                                 |               |                                   |
| 12 | 1        | 正義の国                  | Idiots                                 | キノ       |                                                                                 |               |                                   |
| 12 | 2        | 悪魔が来た国              | Talk of the Devil.                     | キノ       |                                                                                 |               |                                   |
| 12 | 3        | 求める国                  | Common Sense                           | シズ       |                                                                                 |               |                                   |
| 12 | 4        | 日時計の国                | Counter Strike                         | キノ       |                                                                                 | 第15位        |                                   |
| 12 | 5        | 努力をする国              | Passage 2                              | 師匠       |                                                                                 |               |                                   |
| 12 | 6        | 続・寄付の話              | How's Tricks?                          | キノ       |                                                                                 |               | 「寄付の国」の続き                |
| 12 | 7        | 手紙の話                  | the Weak Link                          | シズ       |                                                                                 |               |                                   |
| 12 | 8        | 賭の話                    | Which is Which.                        | キノ       |                                                                                 |               |                                   |
| 12 | 9        | 徳を積む国                | Serious Killer                         | キノ       | アニメ (2017) 第9話                                                             |               |                                   |
| 12 | 10       | 雲の前で                  | Eye-opener                             | フォト     | アニメ (2017) 第6話                                                             | 第30位        | 3巻「雲の中で」の直前の話         |
| 12 | EP       | 幸せの中で ･ a            | Birth ･ a                              | キノ       |                                                                                 |               |                                   |
| 13 | 口絵     | 嫌いな国                  | Abandon Ship                           | シズ       |                                                                                 |               |                                   |
| 13 | 口絵     | 凄い国                    | Nothing Special                        | キノ       |                                                                                 |               |                                   |
| 13 | 口絵     | 生きている人達の話        | You Should Be So Lucky.                | 師匠       |                                                                                 |               |                                   |
| 13 | PR       | この世界の話 ･ b          | It Happens. ･ b                        | キノ       |                                                                                 |               |                                   |
| 13 | 1        | 昔の話                    | Choice                                 | 師匠       |                                                                                 |               |                                   |
| 13 | 2        | 家族の国                  | Divorce                                | キノ       |                                                                                 |               |                                   |
| 13 | 3        | 違法な国                  | Just Imagine It!                       | キノ       |                                                                                 |               |                                   |
| 13 | 4        | 旅人の国                  | Last Will                              | シズ       |                                                                                 |               |                                   |
| 13 | 5        | 必要な国                  | Entertainer                            | キノ       |                                                                                 |               |                                   |
| 13 | EP       | この世界の話 ･ a          | It Happens. ･ a                        | キノ       |                                                                                 |               |                                   |
| 13 | SP       | いろいろな話              | a Beautiful Dreamer                    | シズ       |                                                                                 |               |                                   |
| 14 | PR       | 朝日の中で ･ b            | the Dawn ･ b                           | キノ       |                                                                                 |               |                                   |
| 14 | 1        | 情操教育の国              | Do What We say!                        | 師匠       |                                                                                 |               |                                   |
| 14 | 2        | 呟きの国                  | My Daily Life                          | キノ       |                                                                                 |               |                                   |
| 14 | 3        | 規制の国                  | Unreal Young Man                       | キノ       |                                                                                 |               |                                   |
| 14 | 4        | 開運の国                  | The Fifth "C", Cozenage                | 師匠       |                                                                                 |               |                                   |
| 14 | 5        | 遺作の国                  | Write or Die                           | キノ       |                                                                                 |               |                                   |
| 14 | 6        | 亡国の国                  | Self-destruction                       | シズ       |                                                                                 |               |                                   |
| 14 | 7        | 結婚の国                  | Testament                              | キノ       |                                                                                 |               |                                   |
| 14 | 8        | 寄生虫の国                | Cure                                   | キノ       |                                                                                 |               |                                   |
| 14 | 9        | 差別をする国              | We Are NOT Like Us.                    | キノ       |                                                                                 |               |                                   |
| 14 | 10       | 正しい国                  | WAR=We Are Right!                      | キノ       |                                                                                 |               |                                   |
| 14 | 11       | 卑怯者の国                | Toss-up                                | キノ       |                                                                                 |               | PS2ゲーム版同梱小説の加筆・修正版 |
| 14 | EP       | 朝日の中で ･ a            | the Dawn ･ a                           | キノ       |                                                                                 |               |                                   |
| 15 | 口絵     | 見つけてしまった国        | Eureka!                                |            |                                                                                 |               |                                   |
| 15 | 口絵     | 白い国                    | Taste!                                 | キノ       |                                                                                 |               |                                   |
| 15 | PR       | 戦って死ぬということ ･ b  | Order! ･ b                             | シズ       |                                                                                 |               |                                   |
| 15 | 1        | ケダモノの国              | Standing Beast                         | 師匠       |                                                                                 |               |                                   |
| 15 | 2        | マニアの国                | What I Want & Why I Want               | キノ       |                                                                                 |               |                                   |
| 15 | 3        | 過去のある国              | What We Have Taught.                   | キノ       | 漫画 (郷) 第1巻                                                                 |               |                                   |
| 15 | 4        | フォトの日々              | the Beautiful Moment                   | フォト     | 漫画 (郷) 第3巻                                                                 | 第20位        | 3巻「雲の中で」の後の話           |
| 15 | 5        | ジャーナリストの国        | How to Be a Liar                       | キノ       |                                                                                 |               |                                   |
| 15 | 6        | 犯人のいる国              | He Had Done It.                        | キノ       |                                                                                 |               |                                   |
| 15 | EP       | 戦って死ぬということ ･ a  | Order! ･ a                             | シズ       |                                                                                 |               |                                   |
| 16 | 口絵     | 昼と夜がある国            | Counterclockwise                       | キノ       |                                                                                 |               |                                   |
| 16 | 口絵     | 転がっている国            | Take Free If You Can!                  | キノ       |                                                                                 |               |                                   |
| 16 | PR       | 恋文の国 ･ b              | Confession ･ b                         | シズ       |                                                                                 |               |                                   |
| 16 | 1        | 死人達の国                | Spirits of the Dead                    | キノ       |                                                                                 | 第21位        |                                   |
| 16 | 2        | 育てる国                  | Stand by me!                           | シズ       |                                                                                 |               |                                   |
| 16 | 3        | 飲酒運転の国              | Let's Play the Game!                   | 師匠       |                                                                                 |               |                                   |
| 16 | 4        | 血液型の国                | Blood Typo                             | キノ       |                                                                                 |               |                                   |
| 16 | EP       | 恋文の国 ･ a              | Confession ･ a                         | キノ       |                                                                                 |               | 中編                              |
| 16 | F        | 見えない真実              | Family Picture                         | フォト     |                                                                                 |               |                                   |
| 16 | F        | 残されたもの              | Return                                 | フォト     |                                                                                 |               |                                   |
| 17 | 口絵     | ファッションの国          | Fine Feather Make Fine Birds.          |            |                                                                                 |               |                                   |
| 17 | 口絵PR   | 渡す国 ･ b                | Messengers ･ b                         | シズ       |                                                                                 |               |                                   |
| 17 | 口絵     | 遊んでいる国              | Invention                              | 師匠       |                                                                                 |               |                                   |
| 17 | 1        | 旅人達の話                | Kino & Hermes                          | キノ       |                                                                                 |               | 新聞週刊連載                      |
| 17 | 2        | 自然破壊の国              | Human Nature                           | キノ       |                                                                                 |               |                                   |
| 17 | 3        | 時計の国                  | Memento Mori                           | キノ       |                                                                                 | 第25位 (同率) | 新聞週刊連載                      |
| 17 | 4        | 左利きの国                | Do the RIGHT Thing!                    | キノ       |                                                                                 |               | 新聞週刊連載                      |
| 17 | 5        | 割れた国                  | Trigger Happy                          | キノ       |                                                                                 |               | 新聞週刊連載                      |
| 17 | 6        | 貧乏旅行の国              | Trouble Writer                         | キノ       |                                                                                 |               | 新聞週刊連載                      |
| 17 | 7        | 楽園の話                  | Exile                                  | 師匠       |                                                                                 |               |                                   |
| 17 | 8        | 恋愛禁止の国              | the Prohibition                        | キノ       |                                                                                 |               |                                   |
| 17 | 9        | 料理の国                  | Original                               | キノ       | アニメ (2017) 第9話                                                             | 第25位 (同率) | 新聞週刊連載                      |
| 17 | 10       | 広告の国                  | Counter Measure                        | キノ       |                                                                                 |               | 新聞週刊連載                      |
| 17 | 11       | 鉄道の国                  | Missing Link                           | キノ       |                                                                                 |               | 新聞週刊連載                      |
| 17 | 12       | 旅の終わり                | Kino's Nap                             | キノ       | アニメ (2017) 第12話                                                            | 第26位        | 新聞週刊連載                      |
| 17 | 13       | 神のいない国              | Let's Get Hermes!                      | キノ       | 漫画 (郷) 第5巻                                                                 |               |                                   |
| 17 | 14       | 私達の国                  | Welcome!                               | キノ       |                                                                                 |               |                                   |
| 17 | EP       | 渡す国 ･ a                | Messengers ･ a                         | シズ       |                                                                                 |               |                                   |
| 18 | 口絵     | 牛の国                    | Fountain.                              | キノ       |                                                                                 |               | 「止まった国」の後の話            |
| 18 | 口絵     | 草原の話                  | Ringer                                 | キノ       |                                                                                 |               |                                   |
| 18 | PR       | キノの旅の国 ･ b          | Road Show ･ b                          | キノ       |                                                                                 |               |                                   |
| 18 | 1        | スポーツの国              | Winners and Losers                     | キノ       |                                                                                 |               |                                   |
| 18 | 2        | 止まった国                | From the Cradle to the Cradle          | 師匠       |                                                                                 |               |                                   |
| 18 | 3        | 税金の国                  | Supply and Demand                      | キノ       |                                                                                 |               |                                   |
| 18 | 4        | 主食の国                  | Staple Diet                            | キノ       |                                                                                 |               |                                   |
| 18 | 5        | チョコレートの話          | Gift                                   | キノ       |                                                                                 |               |                                   |
| 18 | 6        | 遺産の国                  | Protector                              | シズ       |                                                                                 |               |                                   |
| 18 | 7        | 復讐の国                  | Savior                                 |            |                                                                                 |               |                                   |
| 18 | 8        | お金の国                  | Easy Money                             |            |                                                                                 |               |                                   |
| 18 | 9        | 私の戦争                  | Lone Sniper                            | キノ       |                                                                                 |               |                                   |
| 18 | EP       | キノの旅の国 ･ a          | Road Show ･ a                          | キノ       |                                                                                 |               |                                   |
| 19 | 口絵     | 幸せの話                  | Blue Birds                             | キノ       |                                                                                 |               |                                   |
| 19 | 口絵     | 首輪の国                  | What We Need.                          | シズ       |                                                                                 |               |                                   |
| 19 | PR       | 捨てる国 ･ b              | Till You Drop ･ b                      | 師匠       |                                                                                 |               |                                   |
| 19 | 1        | 美しい記憶の国            | Beautiful Memories                     | キノ       | アニメ (2017) 第9話                                                             |               |                                   |
| 19 | 2        | 天才の国                  | Finding a Genius                       | キノ       |                                                                                 |               |                                   |
| 19 | 3        | 秀才の国                  | Finding an Error                       | キノ       |                                                                                 |               |                                   |
| 19 | 4        | 守る国                    | Out of His Tree                        | シズ       |                                                                                 |               |                                   |
| 19 | 5        | 戦えない話                | Wise Men's Forecast                    | キノ       |                                                                                 |               |                                   |
| 19 | 6        | 贋物の国                  | Trade Make                             | キノ       | 漫画 (郷) 第4巻                                                                 |               |                                   |
| 19 | 7        | 助けに来た国              | Under the Rainbow                      | フォト     |                                                                                 |               |                                   |
| 19 | 8        | 撃ちまくれる国            | Busters                                | キノ       | 漫画 (郷) 第1巻                                                                 |               |                                   |
| 19 | EP       | 捨てる国 ･ a              | Till You Drop ･ a                      | 師匠       |                                                                                 |               |                                   |
| 20 | PR       | 旅の話 ･ b                | Around the World ･ b                   | キノ       |                                                                                 |               |                                   |
| 20 | 口絵     | 海のない国                | Can You Sea Me?                        | キノ       |                                                                                 |               |                                   |
| 20 | 1        | 人間の国                  | the Ark                                | シズ       |                                                                                 |               |                                   |
| 20 | 2        | 仲の悪い国                | I Need You.                            |            |                                                                                 |               |                                   |
| 20 | 3        | 拘らない国                | Love Them All!                         | キノ       | 漫画 (郷) 第3巻                                                                 |               |                                   |
| 20 | 4        | 宝探しの話                | Generic                                | キノ       |                                                                                 |               |                                   |
| 20 | 5        | 宝探しの話                | Genocide                               | 師匠       |                                                                                 |               |                                   |
| 20 | 6        | 夫婦の話                  | Taken                                  | フォト     |                                                                                 |               |                                   |
| 20 | 7        | ターニングポイント        | Turning Point                          |            |                                                                                 |               |                                   |
| 20 | 8        | 羊たちの草原              | Stray Army                             | キノ       | アニメ (2017) 第12話                                                            |               |                                   |
| 20 | EP       | 旅の話 ･ a                | Around the World ･ a                   | キノ       |                                                                                 |               |                                   |
| 21 | PR       | 見える真実 ･ b            | She is Still There. ･ b                | フォト     |                                                                                 |               |                                   |
| 21 | 口絵     | 巨人の国                  | Skyscrapers                            | キノ       |                                                                                 |               |                                   |
| 21 | 1        | 有名になれる国            | On the Wave                            | キノ       |                                                                                 |               |                                   |
| 21 | 2        | 美男美女の国              | Tastes Differ                          | シズ       |                                                                                 |               |                                   |
| 21 | 3        | Nの国                     | N                                      | キノ       |                                                                                 |               |                                   |
| 21 | 4        | 読書が許されない国        | Read or Lie                            | キノ       |                                                                                 |               |                                   |
| 21 | 5        | 満員電車が走っている国    | No Pain, No Gain                       | キノ       |                                                                                 |               |                                   |
| 21 | 6        | 消えた国                  | What's Happened?                       | キノ       |                                                                                 |               |                                   |
| 21 | 7        | 完璧な国                  | On Demand                              | キノ       |                                                                                 |               |                                   |
| 21 | 8        | 鍵の国                    | the Key of Tomorrow                    | キノ       | 漫画 (郷) 第2巻                                                                 |               |                                   |
| 21 | 9        | 女の国                    | Equalizer                              | 師匠       |                                                                                 |               |                                   |
| 21 | 10       | 毎日死ぬ国                | Are You You?                           | キノ       |                                                                                 |               |                                   |
| 21 | EP       | 見える真実 ･ a            | She is Still There. ･ a                | フォト     |                                                                                 |               |                                   |
| 22 | PR       | 川の畔で ･ b              | Lost by the River ･ b                  | キノ       |                                                                                 |               |                                   |
| 22 | 口絵     | 知らない話                | Chasmatis                              | シズ       |                                                                                 |               |                                   |
| 22 | 口絵     | 誕生日                    | the Day                                | キノ       |                                                                                 |               |                                   |
| 22 | 1        | 仮面の国                  | Persona                                |            | 漫画 (シオミヤ) 第5巻                                                           |               |                                   |
| 22 | 2        | 退いた国                  | Leader                                 | キノ       |                                                                                 |               |                                   |
| 22 | 3        | 取り替える国              | Changeling                             | 師匠       |                                                                                 |               |                                   |
| 22 | 4        | 議論の国                  | Discussion-Maker                       | キノ       | 漫画 (郷) 第5巻                                                                 |               |                                   |
| 22 | 5        | 届ける話                  | Delivery                               | シズ       | 漫画 (シオミヤ) 第6巻                                                           |               |                                   |
| 22 | 6        | 来年の予定                | Lucky Girls                            | フォト     |                                                                                 |               |                                   |
| 22 | 7        | 餌の国                    | the Cage                               | キノ       |                                                                                 |               |                                   |
| 22 | EP       | 川の畔で ･ a              | Lost by the River ･ a                  | キノ       |                                                                                 |               |                                   |
| 23 | 口絵     | 演技の国                  | Corrections                            |            |                                                                                 |               |                                   |
| 23 | 口絵     | ペンの国                  | Once Bitten                            | シズ       |                                                                                 |               |                                   |
| 23 | PR       | 赤い霧の湖で ･ b          | Soared ･ b                             | 師匠       |                                                                                 |               |                                   |
| 23 | 1        | ロボットがいる国          | Sustainable                            | キノ       |                                                                                 |               |                                   |
| 23 | 2        | ピンクの島                | Pink Elephants                         | フォト     |                                                                                 |               |                                   |
| 23 | 3        | 眠る国                    | Dreamers                               | キノ       |                                                                                 |               |                                   |
| 23 | 4        | 愚か者は死んでもいい国    | Foolproof                              | キノ       |                                                                                 |               |                                   |
| 23 | 5        | 戦える国                  | Like You                               | シズ       |                                                                                 |               |                                   |
| 23 | 6        | 狙撃犯のいる国            | Trigger Control                        | キノ       |                                                                                 |               |                                   |
| 23 | 7        | 始まりと終わりの国        | Starting Over                          | キノ       |                                                                                 |               |                                   |
| 23 | EP       | 赤い霧の湖で ･ a          | Soared ･ a                             | 師匠       |                                                                                 |               |                                   |

## 既刊一覧

### 小説
- 時雨沢恵一（著） / 黒星紅白（イラスト） 『キノの旅 -the Beautiful World-』 メディアワークス→アスキー・メディアワークス→KADOKAWA〈電撃文庫〉、既刊23巻（2020年11月10日現在）
  1. 2000年7月25日初版発行（7月10日発売[33]）、ISBN 4-8402-1585-5
  2. 2000年10月25日初版発行（10月10日発売[34]）、ISBN 4-8402-1632-0
  3. 2001年1月25日初版発行（2000年12月21日発売[35]）、ISBN 4-8402-1709-2
  4. 2001年7月25日初版発行（7月10日発売[36]）、ISBN 4-8402-1844-7
  5. 2002年1月25日初版発行（1月10日発売[37]）、ISBN 4-8402-2013-1
  6. 2002年8月25日初版発行（8月10日発売[38]）、ISBN 4-8402-2155-3
  7. 2003年6月25日初版発行（6月10日発売[39]）、ISBN 4-8402-2386-6
  8. 2004年10月25日初版発行（10月10日発売[40]）、ISBN 4-8402-2832-9
  9. 2005年10月25日初版発行（10月11日発売[41]）、ISBN 4-8402-3172-9
  10. 2006年10月25日初版発行（10月10日発売[42]）、ISBN 4-8402-3580-5
  11. 2007年10月25日初版発行（10月10日発売[43]）、ISBN 978-4-8402-4025-3
  12. 2008年10月10日初版発行（同日発売[44]）、ISBN 978-4-04-867263-4
  13. 2009年10月10日初版発行（同日発売[45]）、ISBN 978-4-04-868068-4
  14. 2010年10月10日初版発行（同日発売[46]）、ISBN 978-4-04-868967-0
  15. 2011年10月10日初版発行（同日発売[47]）、ISBN 978-4-04-870962-0
  16. 2012年10月10日初版発行（同日発売[48]）、ISBN 978-4-04-886980-5
  17. 2013年10月10日初版発行（同日発売[49]）、ISBN 978-4-04-866021-1
  18. 2014年10月10日初版発行（同日発売[50]）、ISBN 978-4-04-866935-1
  19. 2015年10月10日初版発行（同日発売[51]）、ISBN 978-4-04-865440-1
  20. 2016年10月8日初版発行（同日発売[52]）、ISBN 978-4-04-892396-5
  21. 2017年10月7日初版発行（同日発売[53]）、ISBN 978-4-04-893399-5
  22. 2019年7月10日初版発行（同日発売[54]）、ISBN 978-4-04-912520-7
  23. 2020年11月10日初版発行（同日発売[55]）、ISBN 978-4-04-913318-9
- 時雨沢恵一（著） / 黒星紅白（イラスト） 『学園キノ』 メディアワークス→アスキー・メディアワークス→KADOKAWA〈電撃文庫〉、既刊7巻（2021年5月8日現在）
  1. 2006年7月25日初版発行（7月10日発売[56]）、ISBN 978-4-8402-3482-5
  2. 2007年7月25日初版発行（7月10日発売[57]）、ISBN 978-4-8402-3908-0
  3. 2009年6月10日初版発行（同日発売[58]）、ISBN 978-4-04-867840-7
  4. 2010年7月10日初版発行（同日発売[59]）、ISBN 978-4-04-868644-0
  5. 2011年7月10日初版発行（同日発売[60]）、ISBN 978-4-04-870690-2
  6. 2019年10月10日初版発行（同日発売[61]）、ISBN 978-4-04-912665-5
  7. 2021年5月8日初版発行（同日発売[62]）、ISBN 978-4-04-913789-7
- 時雨沢恵一（著） / 黒星紅白（イラスト） 『キノの旅1 -the Beautiful World-』 アスキー・メディアワークス〈角川つばさ文庫〉、2011年7月15日初版発行（同日発売[63]）、ISBN 978-4-0463-1170-2
- 時雨沢恵一（著） / 黒星紅白（イラスト） 『キノの旅 the Beautiful World Best Selection』、KADOKAWA単行本、全3巻
  1. 2020年12月10日初版発行（同日発売[64]）、ISBN 978-4-04-913324-0
  2. 2020年12月10日初版発行（同日発売[65]）、ISBN 978-4-04-913325-7
  3. 2020年12月10日初版発行（同日発売[66]）、ISBN 978-4-04-913326-4

### 漫画
- 時雨沢恵一（原作） / 黒星紅白（キャラクター原案） / 電脳桜蛙団（作画） 『学園キノ』 アスキー・メディアワークス〈電撃コミックス〉、全3巻
  1. 2011年2月26日発売[67]、ISBN 978-4-04-870330-7
  2. 2011年10月27日発売[68]、ISBN 978-4-04-870987-3
  3. 2012年6月27日発売[69]、ISBN 978-4-04-886649-1
- 時雨沢恵一（原作） / 黒星紅白（キャラクター原案） / シオミヤイルカ（作画） 『キノの旅 -the Beautiful World-』 講談社〈マガジンエッジKC〉、全8巻
  1. 2017年7月14日発売[70]、ISBN 978-4-06-391072-8
  2. 2017年10月6日発売[71]、ISBN 978-4-06-391085-8
  3. 2018年2月16日発売[72]、ISBN 978-4-06-510953-3
  4. 2018年8月17日発売[73]、ISBN 978-4-06-512732-2
  5. 2019年2月15日発売[74]、ISBN 978-4-06-514721-4
  6. 2019年9月17日発売[75]、ISBN 978-4-06-517027-4
  7. 2020年3月17日発売[76]、ISBN 978-4-06-518892-7
  8. 2020年9月17日発売[77]、ISBN 978-4-06-520770-3
- 時雨沢恵一（原作） / 黒星紅白（キャラクター原案） / 郷（作画） 『キノの旅 -the Beautiful World-』 KADOKAWA〈電撃コミックスNEXT〉、全5巻
  1. 2017年10月7日発売[78]、ISBN 978-4-04-893305-6
  2. 2018年6月9日発売[79]、ISBN 978-4-04-893848-8
  3. 2018年11月10日発売[80]、ISBN 978-4-04-912175-9
  4. 2019年6月26日発売[81]、ISBN 978-4-04-912585-6
  5. 2020年2月25日発売[82]、ISBN 978-4-04-913029-4

### 関連書籍
- ビジュアルノベル『キノの旅 -the Beautiful World-』
  - 「記憶の国 -Their Memories-」2003年12月25日初版発行（12月3日発売[83]）、ISBN 4-8402-2525-7
  - 「旅人の話 -You- DVD付き限定版」2005年3月30日発売[84]、ISBN 4-8402-2897-3
    - 通常版 2005年11月10日初版発行（10月19日発売[85]）、ISBN 4-8402-3189-3

  - 「わたしの国 -Own Will-  劇場版DVD付き限定版」2008年1月10日初版発行（2007年12月25日発売[86]）、ISBN 978-4-8402-4080-2
- 『キノの旅 -the Beautiful World- 劇場の国 -KINO-』電撃劇場文庫 2007年4月21日発売（劇場限定販売）
- 『キノの旅 -the Sigsawa's World-』 電撃文庫MAGAZINEvol.1 2008年5月号付録
- 『学園キノSpecial』電撃文庫MAGAZINEVol.5 2009年1月号付録

## メディア展開

### ラジオドラマ
第1作
電撃大賞にて2001年12月に「人の痛みが分かる国」、「絵の話」、「レールの上の三人の男」、「本の国」を放送。CD化の際に「魔法使いの国」、「優しい国」が追加された。
第2作
※ このドラマは後述するように映像も付いているが、「音声を主としたドラマ」という事で、便宜上「ラジオドラマ」としている。
『キノの旅 -the Beautiful World- 廃墟の国』は、電撃文庫×niconicoの企画「多数決ドラマ」第三弾として、2016年7月から9月にかけて全4回ライブ配信された。ストーリーは時雨沢の書きおろしによる「廃墟の国」で展開される。主要なキャストは一新（概ね2017年に制作されたテレビアニメ第2作目と共通）。アニメほどではないが簡易に動く絵も付けられ、音声と同時に展開される。
多数決ドラマとはニコニコ生放送中、物語の途中で簡単な選択肢が提示され、視聴者アンケートの結果によってその後の展開が変わるという趣向のもの。このドラマでは冒頭に「廃墟の国」を訪れたのは誰か？という選択肢があり、そこから「キノ編」・「師匠編」・「シズ編」に分岐していく。それぞれの編（ルート）にしか登場しない人物も多いが、すべてのルートには「セーラ」（声：田村ゆかり）という少女が登場し、彼女を通して物語が少しずつ解き明かされていく。隠れキャラとして学園キノの木乃とメグミカが登場している。また原作者自身がアテレコをするルートは登場したものの、公式サイトのヒント3にあるユーザーが参加するルートは最後まで選択されなかった。
2017年に発売されたテレビアニメ第2作のBlu-rayボックス上巻の初回限定版特典として付くボーナスBlu-rayディスクに収録されている。ニコニコ生放送で未公開に終わったルートも含め全映像が収録される。メディア化に際し原典同様、英語の副題が付き『キノの旅 the Beautiful World 「廃墟の国」-On Your Way- 』という題名になる。

### アニメ

#### テレビアニメ
第1作
2003年4月から7月に全13話がWOWOWノンスクランブルで放送された。また、2007年2月から4月にTOKYO MXで一部の話が放送された。現在はDVD全6巻が販売されている。2017年3月にはテレビアニメ第2作目の制作・放送が発表されている。
主人公・キノ役を担当した女優の前田愛と最終話のゲストキャラクター・さくら役を担当した悠木碧（当時は「八武崎碧」名義で出演）の両名にとって声優デビュー作となった。後に悠木はラジオドラマ第2作（前述）及びテレビアニメ第2作で主人公・キノを演じた。
テレビアニメ化記念として、オリジナル短編アニメDVD&ブックレット『キノの旅 〜とっておきの話〜』が発売された。
第2作
『キノの旅 -the Beautiful World- the Animated Series』のタイトルで、2017年10月より12月までAT-X・TOKYO MX・サンテレビ・KBS京都・BS11にて放送された。テレビアニメ第1作より14年ぶりのアニメ化となる。
主要キャストは2016年に配信されたラジオドラマ第2作の面々に一新され、製作スタッフもテレビアニメ第1作とは違う面々に一新された。シナリオに関しては第1作からの続きではなく、2015年に15周年を記念して行われた人気投票の結果を参考に第1巻 - 第20巻から抜粋されている 。
原作者の時雨沢恵一は脚本会議に参加しており、アニメスタッフと共にエピソードの選定を行っているほか、エルメスや銃のデザイン監修、ガンアクションの監修を行っている。さらには、各話脚本・絵コンテのチェック、アフレコや編集作業にも参加している。キャラクター原案の黒星紅白はキャラクターデザインの監修のほか、各話数の主要ゲストキャラクターの原案を担当している 。
本作では美術監督や美術制作会社を各話数ごとに変更する手法が採用されているが、これはキノが訪れる国ごとの微妙な違いを表現するためである。
2020年10月にはBlu-ray BOXが発売予定。封入特典として、時雨沢恵一の書き下ろし小説と「学園キノ」のドラマCDが付属する 。ドラマCDにはラジオドラマ版でキノを演じた久川綾が女神役でゲスト出演している。

##### スタッフ
|                               | 第1作                                             | 第2作                                                       |
| ----------------------------- | ------------------------------------------------- | ----------------------------------------------------------- |
| 原作                          | 時雨沢恵一                                        | 時雨沢恵一                                                  |
| キャラクター原案              | 黒星紅白                                          | 黒星紅白                                                    |
| 監督                          | 中村隆太郎                                        | 田口智久                                                    |
| シリーズ構成                  | N/A                                               | 菅原雪絵                                                    |
| 脚本                          | 村井さだゆき                                      | 菅原雪絵                                                    |
| キャラクターデザイン          | 須賀重行                                          | アミサキリョウコ                                            |
| 総作画監督                    | 須賀重行                                          | #各話リスト参照                                             |
| プロップデザイン              | 近藤高光、川原智弘 渡部高志                       | 廣瀬智仁、竹上貴雄                                          |
| CGディレクター                | N/A                                               | 内山正文                                                    |
| 美術監督                      | 番野雅好                                          | N/A                                                         |
| 色彩設計                      | 西表美智代                                        | 合田沙織                                                    |
| 撮影監督                      | 大庭直之                                          | 平川竜嗣                                                    |
| 編集                          | 今井剛                                            | 及川雪江                                                    |
| 音楽                          | 酒井良                                            | 出羽良彰                                                    |
| 音楽プロデューサー            | N/A                                               | 川口真司                                                    |
| 音響監督                      | 鶴岡陽太                                          | 飯田里樹                                                    |
| 音響制作                      | 楽音舎                                            | マジックカプセル                                            |
| プロデューサー                | 小山直子、渡辺隆、木場正博 John Ledford、大澤信博 | 服部健太郎、吉岡雄介、芦立春貴 飯塚彩、金庭こず恵、畠山拓郎 |
| アニメーション プロデューサー | 安部正次郎                                        | 秋田信人                                                    |
| 制作プロデューサー            | N/A                                               | 比嘉勇二                                                    |
| プロデュース                  | ジェンコ                                          | EGG FIRM                                                    |
| アニメーション制作            | A.C.G.T.                                          | Lerche                                                      |
| 製作                          | 『キノの旅』 製作委員会                           | キノの旅の会                                                |

##### 主題歌
「all the way」
下川みくにによる第1作オープニングテーマ。作詞は何茶李、作曲・編曲はSin。
「the Beautiful World」
前田愛による第1作エンディングテーマ。作詞は時雨沢恵一、作曲・編曲は酒井良。
「here and there」
やなぎなぎによる第2作オープニングテーマ。作詞はやなぎなぎ、作曲・編曲は中沢伴行。
「砂糖玉の月」
やなぎなぎによる第2作エンディングテーマ。作詞・作曲はやなぎなぎ、編曲は出羽良彰。

##### 評価
第26回アニメグランプリ女性キャラクター部門ではキノ（第1作）が8位を獲得している。

##### 各話リスト
第1作
| 話数   | サブタイトル                      | 絵コンテ                         | 演出           | 作画監督                    |
| ------ | --------------------------------- | -------------------------------- | -------------- | --------------------------- |
| 第1話  | 人の痛みが分かる国 I See You.     | 中村隆太郎                       | 中村隆太郎     | 松本文男                    |
| 第2話  | 人を喰った話 I Want to Live.      | 小林孝嗣                         | 中村隆太郎     | 松本卓也                    |
| 第3話  | 予言の国 We NO The Future         | 中村隆太郎                       | 小林孝嗣       | 松本卓也                    |
| 第4話  | 大人の国 Natural Right            | 小林孝嗣                         | 小林孝嗣       | 松本文男                    |
| 第5話  | レールの上の三人の男 On the Rails | 中村隆太郎                       | 中村隆太郎     | 松本文男                    |
| 第6話  | コロシアム（前編） Avengers       | わだへいさく                     | 小林孝嗣       | 大森英敏                    |
| 第7話  | コロシアム（後編） Avengers       | わだへいさく                     | 平田豊         | 伊藤良明                    |
| 第8話  | 魔法使いの国 Potentials of Magic  | 佐藤卓哉                         | えんどうてつや | 宮田奈保美 渡部高志（メカ） |
| 第9話  | 本の国 Nothing Is Written!        | 佐藤卓哉                         | 江島泰男       | 増谷三郎 松本文男           |
| 第10話 | 機械人形の話 One-way Mission      | わだへいさく                     | 小林孝嗣       | 松本文男 福世孝明           |
| 第11話 | 彼女の旅 Love and Bullets         | 中村隆太郎 佐藤卓哉              | 橋本巨樹       | 福世孝明 増谷三郎           |
| 第12話 | 平和な国 Mother's Love            | 中村隆太郎                       | 江島泰男       | 津元美尾 司下由紀子         |
| 第13話 | 優しい国 Tomorrow Never Comes     | 佐藤卓哉 わだへいさく 中村隆太郎 | 小林孝嗣       | 津元美尾 司下由紀子         |

第2作
| 話数   | サブタイトル | 絵コンテ         | 演出             | 作画監督                                                                            | 総作画監督                | 美術監督   |
| ------ | --- | ---------------- | ---------------- | ----------------------------------------------------------------------------------- | ------------------------- | ---------- |
| 第1話  | 森の中で・b / 人を殺すことができる国 / 森の中で・a Lost in the Forest･b / Jungle's Rule / Lost in the Forest･a                                                                                                  | 田口智久         | 田口智久         | 立川聖治、幸野浩二                                                                  | アミサキリョウコ          | 倉田憲一   |
| 第2話  | コロシアム Avengers | 田口智久 釘宮洋  | 南康宏           | 桑原直子、芳山優 永田陽菜、山形孝二 稲田真樹                                        | アミサキリョウコ 立川聖治 | 田中美紀   |
| 第3話  | 迷惑な国 Leave Only Footsteps! | 齋藤徳明         | 伊藤史夫         | 山形孝二、渡辺真由美 永田陽菜、もりやまゆうじ 稲田真樹                              | 立川聖治                  | 鈴木友成   |
| 第4話  | 船の国 / 渚にて 旅の始まりと終わり On the Beach | 河原龍太         | 鎌田祐輔         | 山形孝二、渡辺真由美 永田陽菜、もりやまゆうじ 稲田真樹、桑原直子 甲田菜穂           | アミサキリョウコ          | 羽根広舟   |
| 第5話  | 嘘つき達の国 / 旅人の話 Waiting For You / You | 中島大輔         | 中島大輔         | 幸野浩二、永田陽菜 山形孝二                                                         | 立川聖治                  | 鈴木友成   |
| 第6話  | 雲の中で・b / 雲の前で / 雲の中で・a / あの日から Blinder・b / Eye-opener / Blinder・a / Since I Was Born. | 田口智久         | 野亦則行         | 桑原直子、中城悦男 もりやまゆうじ、稲田真樹                                         | アミサキリョウコ          | 春日美波   |
| 第7話  | 歴史のある国 Don't Look Back! | 齋藤徳明         | 伊藤史夫         | 幸野浩二、永田陽菜 山形孝二、稲田真樹 甲田菜穂                                      | 立川聖治                  | 鈴木友成   |
| 第8話  | 電波の国 / ティーの一日 Not Guilty / a Day in the Girl's Life | 大橋明代         | 鎌田祐輔         | 幸野浩二、永田陽菜 山形孝二、稲田真樹 桑原直子、もりやまゆうじ                      | アミサキリョウコ 立川聖治 | 羽根広舟   |
| 第9話  | いろいろな国 （山賊達の話 / 徳を積む国 / 料理の国 / ティーの願い / 美しい記憶の国 / アニメなあとがきの国） （Can You Imagine! / Serious Killer / Original / Get Real! / Beautiful Memories / Atogaki of Anime） | ソエジマヤスフミ | ソエジマヤスフミ | 幸野浩二、永田陽菜 甲田菜穂、芳山優 稲田真樹、桑原直子 もりやまゆうじ               | アミサキリョウコ 立川聖治 | 羽根広舟   |
| 第10話 | 優しい国 Tomorrow Never Comes. | 笹原嘉文         | 笹原嘉文         | 山形孝二、永田陽菜 幸野浩二、甲田菜穂 相澤真梨子、稲田真樹 もりやまゆうじ           | アミサキリョウコ 立川聖治 | 羽根広舟   |
| 第11話 | 紅い海の真ん中で・a / 大人の国 / 紅い海の真ん中で・b Blooming Prairie・a / Natural Rights / Blooming Prairie・b                                                                                                 | 田口智久         | 田口智久         | 桑原直子、中城悦雄 山本恵美里、幸野浩二 もりやまゆうじ、鰐淵和彦                    | アミサキリョウコ 立川聖治 | 羽根広舟   |
| 第12話 | 羊たちの草原 / 旅の終わり Stray Army / Kino's Nap | 齋藤徳明         | 野亦則行         | 桑原直子、永田陽菜 幸野浩二、山形孝二 もりやまゆうじ、甲田菜穂 相澤真梨子、稲田真樹 | アミサキリョウコ 立川聖治 | 袈裟丸絵美 |

##### 放送局
| 放送期間                 | 放送時間                     | 放送局     | 対象地域 | 備考                      |
| ------------------------ | ---------------------------- | ---------- | -------- | ------------------------- |
| 2017年10月6日 - 12月22日 | 金曜 22:00 - 22:30           | AT-X       | 日本全域 | CS放送 / リピート放送あり |
| 2017年10月7日 - 12月23日 | 土曜 0:30 - 1:00（金曜深夜） | TOKYO MX   | 東京都   |                           |
|                          |                              | KBS京都    | 京都府   |                           |
|                          |                              | サンテレビ | 兵庫県   |                           |
|                          |                              | BS11       | 日本全域 | BS放送 / 『ANIME+』枠     |

| 配信開始日     | 配信時間                     | 配信サイト |
| -------------- | ---------------------------- | --- |
| 2017年10月7日  | 土曜 0:30 - 1:00（金曜深夜） | AbemaTV |
| 2017年10月13日 | 金曜更新                     | ニコニコチャンネル GYAO! FOD バンダイチャンネル hulu アニメイトチャンネル dアニメストア ひかりTV J:COMオンデマンド ビデオパス アニメ放題 U-NEXT Amazonビデオ Rakuten TV DMM.com ビデオマーケット HAPPY!動画 ムービーフルPlus |
| 2017年10月14日 | 土曜 0:00 - 0:30（金曜深夜） | ニコニコ生放送 |
| 2017年10月18日 | 水曜更新                     | PlayStation Video |

#### 劇場アニメ
劇場版第1作は、2005年2月19日、『キノの旅 何かをするために -life goes on.-』がユナイテッドシネマとしまえんにて単館上映で公開された。同年3月30日発売のDVDビジュアルノベル『キノの旅 旅人の話 -You-』の限定版DVD内に収録された。後に、単品DVD化の際に「塔の国 -Free Lance-」を収録。
劇場版第2作は、2007年4月21日、電撃文庫ムービーフェスティバルの上映作品の1つとして『キノの旅 病気の国 -For You-』が『灼眼のシャナ』『いぬかみっ!』と同時上映で公開された。

##### スタッフ（劇場アニメ）
|                               | 第1作                               | 第2作                         |
| ----------------------------- | ----------------------------------- | ----------------------------- |
| 原作                          | 時雨沢恵一                          | 時雨沢恵一                    |
| キャラクター原案              | 黒星紅白                            | 黒星紅白                      |
| 監督                          | 渡部高志                            | 中村隆太郎                    |
| 脚本                          | 村井さだゆき                        | 小中千昭                      |
| キャラクターデザイン          | 須賀重行                            | 伊藤良明                      |
| 作画監督                      | 須賀重行、福世孝明 松本文男         | 田中穣 伊藤良明               |
| 絵コンテ・演出                | 渡部高志（絵コンテ） 工藤進（演出） | N/A                           |
| 美術監督                      | 武藤正敏                            | 加藤浩                        |
| 色彩設計                      | 西表美智代                          | 佐野ひとみ                    |
| 撮影監督                      | 大庭直之                            | 大庭直之                      |
| 編集                          | 今井剛                              | 今井剛                        |
| 音楽                          | 酒井良                              | 酒井良                        |
| 音響監督                      | 鶴岡陽太                            | 鶴岡陽太                      |
| 音響制作                      | 楽音舎                              | 楽音舎                        |
| プロデューサー                | 小山直子                            | 小山直子                      |
| プロデューサー                | 渡辺隆、平賀忠和                    | 大澤信博                      |
| アニメーション プロデューサー | 安部正次郎 大澤信博                 | 久保田光俊                    |
| プロデュース                  | ジェンコ                            | ジェンコ                      |
| アニメーション制作            | A.C.G.T.                            | シャフト                      |
| 製作                          | 『キノの旅』とっておき の話の会     | 劇場版『キノの旅』 製作委員会 |

##### 主題歌（劇場アニメ）
「all the way」
下川みくにによる第1作オープニングテーマ。作詞は何茶李、作曲・編曲はSin。
「はじまりの日」
前田愛による第1作エンディングテーマ。作詞はわたなべもも、作曲・編曲は酒井良。
「Bird」
下川みくにによる第2作エンディングテーマ。作詞・作曲は下川みくに、編曲はSin。

#### BD / DVD
テレビアニメ第1作
| 巻  | 発売日         | 規格品番   |
| --- | -------------- | ---------- |
| 1   | 2003年6月18日  | PCBG-50408 |
| 2   | 2003年8月6日   | PCBG-50409 |
| 3   | 2003年8月20日  | PCBG-50410 |
| 4   | 2003年9月18日  | PCBG-50411 |
| 5   | 2003年10月16日 | PCBG-50412 |
| 6   | 2003年11月19日 | PCBG-50413 |
| BOX | 2010年11月26日 | PCBG-61153 |

劇場アニメ
| タイトル                                        | 発売日         | 規格品番   |
| ----------------------------------------------- | -------------- | ---------- |
| 劇場版 キノの旅 何かをするために-life goes on.- | 2005年10月19日 | PCBG-50824 |

テレビアニメ第2作
| 巻  | 発売日         | 収録話         | 規格品番  |
| --- | -------------- | -------------- | --------- |
| 上  | 2017年12月22日 | 第1話 - 第4話  | GNXA-1187 |
| 中  | 2018年2月28日  | 第5話 - 第8話  | GNXA-1188 |
| 下  | 2018年4月27日  | 第9話 - 第12話 | GNXA-1189 |
| BOX | 2020年10月28日 | 第1話 - 第12話 | GNXA-1044 |

### ゲーム
『キノの旅 -the Beautiful World-』
2003年7月17日、PS2用ゲームソフトとして発売された。全10話+α収録。
オープニング主題歌「セカイハカガヤク」歌／霜月はるか
2004年11月25日、同ソフトのベスト版発売。「サウンドコレクション 攻略ガイドつき」も存在する。
『キノの旅II -the Beautiful World-』
2005年12月1日、PS2用ゲームソフトとして発売された。全11話+α収録。
2007年3月8日、同ソフトのベスト版発売。

#### 客演・コラボレーション
『電撃学園RPG Cross of Venus』
2009年3月19日、DS用ゲームソフトとしてアスキー・メディアワークスから発売。本作が登場するほか、木乃がキノの変身という形で出演する。アニメ1期からキノの声を担当した前田愛の最後の出演となった。また、予約特典小説『電撃学園RPG文庫』に書き下ろし『ゲームの国 -Save Your Life!-』を収録。
『絶対ヒーロー改造計画』
2010年3月11日、PSP用ゲームソフトとして日本一ソフトウェアから発売。電撃文庫全体とのコラボレーションで。キノの旅のコスチュームと学園キノの武器や小物パーツが登場。
『電撃文庫 FIGHTING CLIMAX』
2014年春よりアーケードで稼動中の対戦格闘ゲーム。本作からはキノがサポートキャラクターとして参戦した。声はラジオドラマ版の久川綾が担当している。
『アルケミアストーリー』
2018年3月23日から4月9日にかけてコラボイベントを開催。2020年6月10日から2020年6月24日にかけて復刻開催。キノとシズの録りおろしボイスによるオリジナルストーリーで、プレイヤーとサポートキャラクターが出会うことで展開する内容と、ガチャにキノの旅の衣装アバターが設置された。
『ダンジョンに出会いを求めるのは間違っているだろうか 〜メモリア・フレーゼ〜』
2018年4月27日から5月17日かけてコラボイベント「迷宮の国と異邦の旅人」を開催。ダンまちの作者の大森藤ノと時雨沢恵一のW原案による完全オリジナルストーリーが録りおろしのフルボイスで提供された他、ガチャでキノの旅のキャラクターが配布された。
『三国志大戦』
セガ・インタラクティブのアーケードゲーム。
2018年10月より、本作のキノをモデルにした馬姫が登場している。声はアニメ第2作の悠木碧が担当。

### 漫画
『学園キノ』
電脳桜蛙団作画で電撃G's Festival! COMICVol.10 - 13、電撃G's magazine 2010年12月号 - 2012年6月号に学園キノのコミカライズを連載。
『キノの旅 -the Beautiful World-』
2017年からは本編のコミカライズ版が、講談社刊のコミック雑誌『少年マガジンエッジ』（作画・シオミヤイルカ。同年2月には予告編的な「プロローグマンガ」が掲載）および『コミック電撃大王』（作画・郷）でそれぞれ連載された。

### 朗読PV
YouTubeで配信の公式電撃文庫チャンネルの「電撃文庫朗読してみた」として、2021年5月15日より伊藤美来による約4分半の朗読が配信された。

### 演劇

#### 朗読劇
『reading stage「キノの旅 -the Beautiful World-」』
2006年8月11日・12日にNEW PIER HALLにて上演された。全4公演（両日とも昼夜2公演）で、1回の公演で声優2人による4つのエピソードが朗読された。
- 2006年8月11日14時公演/19時公演
  - 第1部：田中理恵「レールの上の三人の男」、「大人の国」
  - 第2部：井上喜久子「嘘つき達の国」、「予言の国」

- 2006年8月12日14時公演/19時公演
  - 第1部：森田成一「仕事をしなくていい国」、「人の痛みが分かる国」
  - 第2部：堀内賢雄「旅の途中」、「多数決の国」

#### 舞台

##### 公演リスト
『舞台「キノの旅 -the Beautiful World-」』
2022年5月18日から22日にシアターサンモールにて上演された。公演数は7回で、そのうちの2公演はStreaming+での配信も行われた。
「第一話 人を殺すことができる国  Jungle's Rule」「第二話 歴史のある国 Don't Look Back!」「第三話 コロシアム Avengers」「第四話 優しい国 Tomorrow Never Comes.」から構成される。
『舞台「キノの旅II -the Beautiful World-」』
2023年6月15日から25日にあうるすぽっとにて上演予定だったが、6月22日14:00開演回と6月23日19:00開演回は公演関係者に体調不良者が出て中止となり、24日以降の残りの公演は一部演出を変更しての上演となった。

##### キャスト（舞台）
- キノ - 櫻井圭登
- エルメス - 辻凌志朗
- シズ - 青木陸斗（1）、三好大貴（2）
- 陸 - 赤木耀（1）、関修人（2）
- 師匠 - 加藤ひろたか
- 相棒 - 林瑞貴

第1作
- 路上の男 - 木村圭介
- レーゲル - 草野峻平
- さくらの母 - 今井由希
- さくら - 國森桜
- ウィル - 伊東征哉
- 入国審査官 - 佐久間貴生
- パースエイダー・スミス - 滝川広大

第2作
- 七人の調査隊 - 佐久間貴生・草野峻平
- ニーミャ・チュハチコワ - 小口ふみか
- フィアンセ - 伊東征哉
- 国長 - 浦谷賢充
- 付き人 - 加納義広
- ラファ - 鈴木桃子

##### スタッフ（舞台）
特記がない者は、第1作と第2作で共通。
- 原作：時雨沢恵一（KADOKAWA 電撃文庫刊）
- 原作イラスト：黒星紅白
- 演出：山本タカ
- 脚本：畑雅文
- 作詞：うえのけいこ ※第2作のみ
- 劇中歌・一部音楽：ハラヨシヒロ ※第2作のみ
- 劇中歌編曲：はるきねる ※第2作のみ
- 美術：稲田美智子
- 照明：山本創太（ASG）
- 音響：吉田可奈（エスイーシステム）※第1作・第2作、末谷あずさ ※第2作のみ
- 映像：込山璃久（トーキョースタイル）
- 衣裳：小泉美都
- ヘアメイク：柴崎尚子 ※第1作・第2作、宮﨑智子 ※第1作のみ
- 振付：北尾亘
- 殺陣：六本木康弘
- 演出助手：國重直也（JOHNNY TIME）
- 舞台監督：梅畑千春 ※第1作のみ、伊藤智史 ※第2作のみ
- 宣伝美術：平崎絵理
- 宣伝写真：木村塁
- 宣伝：和田谷洋子
- 制作：ゴーチ・ブラザーズ
- 制作協力：SCARLET LABEL
- プロデューサー：慶長聖也、間屋口克
- 企画・プロデュース：ALiCE
- 主催：舞台「キノの旅」製作委員会 2022 ※第1作のみ、舞台「キノの旅」製作委員会 2023 ※第2作のみ